# Quảng Ninh
Quảng Ninh là một tỉnh ven biển thuộc vùng Đông Bắc Bộ Việt Nam. Theo quy hoạch phát triển kinh tế, Quảng Ninh vừa thuộc vùng kinh tế trọng điểm phía bắc, và vừa thuộc Vùng duyên hải Bắc Bộ. Đây là tỉnh khai thác than đá chính của Việt Nam, có vịnh Hạ Long là di sản, kỳ quan thiên nhiên thế giới. Quảng Ninh cùng với Bắc Ninh, Ninh Bình và Khánh Hòa đã được Chính phủ Việt Nam quy hoạch thành thành phố trực thuộc trung ương.
Theo dữ liệu Sáp nhập tỉnh, thành Việt Nam 2025, 	Quảng Ninh	có diện tích: 	6.208	km²,	xếp thứ	26; dân số:	1.497.447	người,	xếp thứ	28; GRDP 2024: 	347.533.978	triệu VNĐ, xếp thứ	7; thu ngân sách 2024:	53.730.346	triệu VNĐ, xếp thứ	9; thu nhập bình quân:	73,30	triệu VNĐ/năm, 	xếp thứ	5.

## Địa lý

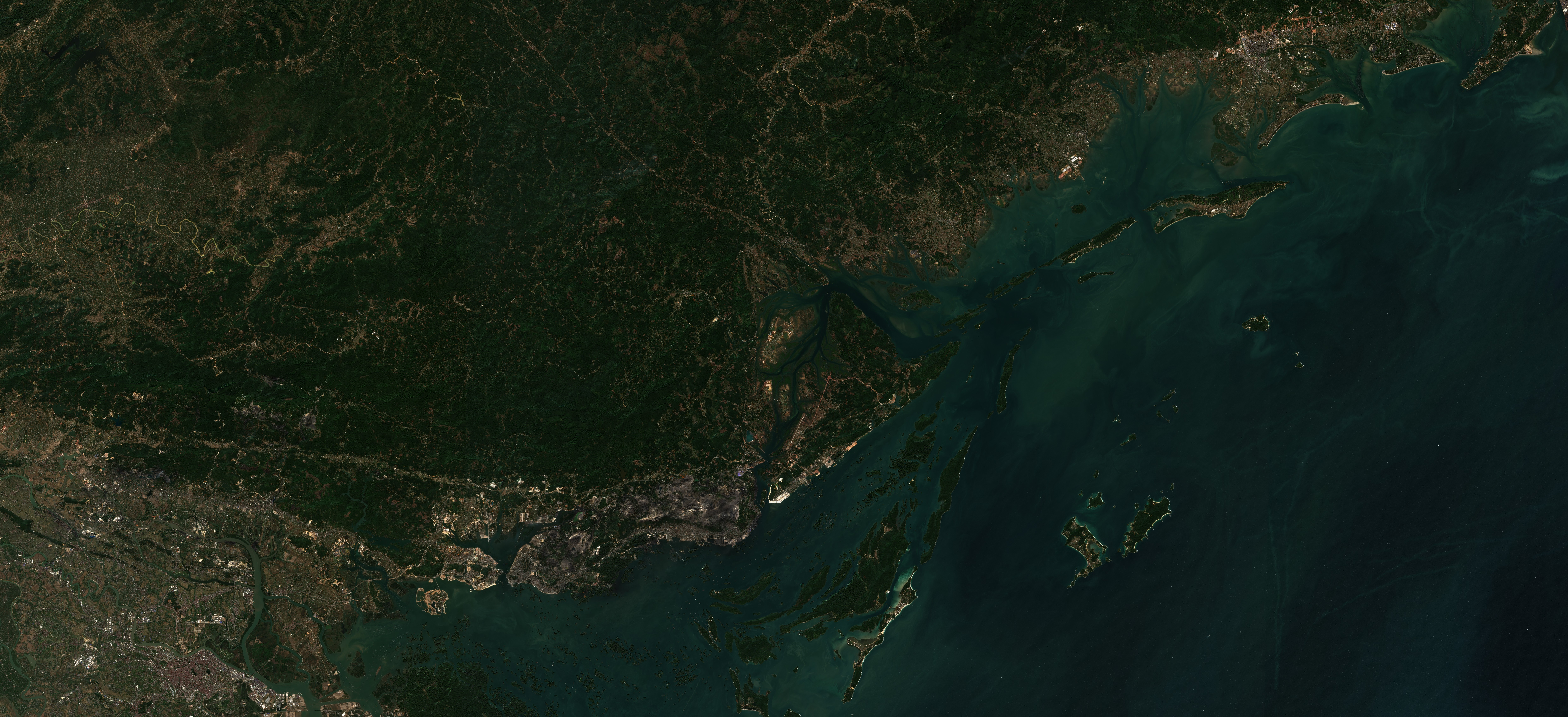
Ảnh vệ tinh khu vực Quảng Ninh và Hải Phòng

Tỉnh Quảng Ninh có vị trí ở địa đầu đông bắc Việt Nam, lãnh thổ trải theo hướng đông bắc - tây nam. Quảng Ninh nằm cách thủ đô Hà Nội 125 km về phía Đông Bắc, có vị trí địa lý:
- Phía đông giáp Vịnh Bắc Bộ
- Phía tây giáp tỉnh Bắc Ninh và tỉnh Lạng Sơn
- Phía nam giáp thành phố Hải Phòng và Vịnh Bắc Bộ
- Phía bắc giáp khu tự trị Quảng Tây, Trung Quốc.

#### Các điểm cực của tỉnh Quảng Ninh
- Điểm cực đông phần đất liền và hải đảo tại: mũi Sa Vĩ, phường Trà Cổ, thành phố Móng Cái.
- Điểm cực tây tại: thôn 1, xã Nguyễn Huệ, thành phố Đông Triều.
- Điểm cực nam tại: đảo Hạ Mai, xã Ngọc Vừng, huyện Vân Đồn.
- Điểm cực bắc tại: thôn Mỏ Toòng, xã Hoành Mô, huyện Bình Liêu.

Quảng Ninh là 1 trong số 7 tỉnh thành tại Việt Nam có đường biên giới với Trung Quốc, nhưng lại là tỉnh duy nhất có cả đường biên giới trên bộ và trên biển với nước này.

### Điều kiện tự nhiên
Địa hình

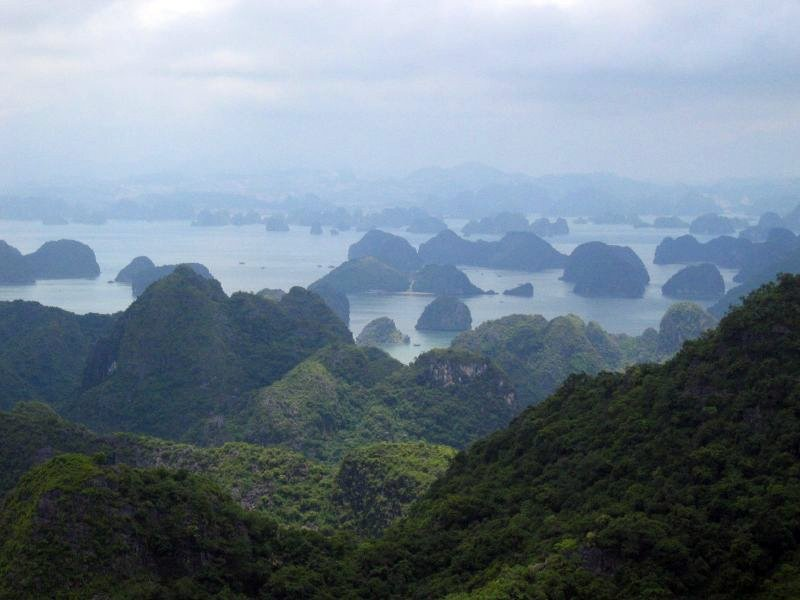
Vịnh Hạ Long - với gần 2000 hòn đảo

Quảng Ninh được ví như một "Việt Nam thu nhỏ", có đa dạng các loại địa hình từ đồng bằng, vùng núi, ven biển,... Là tỉnh miền núi, trung du nằm ở vùng duyên hải, với hơn 80% đất đai là đồi núi. Trong đó, có hơn 2000 hòn đảo núi đá vôi nổi trên mặt biển, phần lớn chưa được đặt tên. Địa hình của tỉnh đa dạng có thể chia thành 3 vùng gồm có Vùng núi, Vùng trung du và đồng bằng ven biển, và Vùng biển và hải đảo.
Vùng núi chia làm hai miền: Vùng núi miền Đông từ Tiên Yên qua Bình Liêu, Hải Hà, Đầm Hà đến Móng Cái. Đây là vùng nối tiếp của vùng núi Thập Vạn Đại Sơn từ Trung Quốc, hướng chủ đạo là đông bắc - tây nam. Có hai dãy núi chính: dãy Quảng Nam Châu (1.507 m) và Cao Xiêm (1.472 m) chiếm phần lớn diện tích tự nhiên các huyện Bình Liêu, Hải Hà, Đầm Hà, dãy Ngàn Chi (1.166 m) ở phía bắc huyện Tiên Yên. Vùng núi miền tây từ Tiên Yên qua Ba Chẽ, phía bắc các thành phố Hạ Long, Uông Bí và thấp dần xuống ở phía bắc thành phố Đông Triều. Vùng núi này là những dãy nối tiếp hơi uốn cong nên thường được gọi là cánh cung núi Đông Triều với đỉnh Yên Tử (1.068 m) trên đất Uông Bí và đỉnh Am Váp (1.094 m) trên đất Hạ Long. Cánh cung Đông Triều chạy theo hướng tây - đông ở phía nam và hướng đông bắc - tây nam ở phía bắc, được coi là xương sống của lãnh thổ Quảng Ninh, có vai trò quan trọng trong việc hình thành các yếu tố tự nhiên ở hai sườn bắc - nam.
Vùng trung du và đồng bằng ven biển gồm những dải đồi thấp bị phong hoá và xâm thực tạo nên những cánh đồng từ các chân núi thấp dần xuống các triền sông và bờ biển. Đó là vùng Đông Triều, Uông Bí, bắc Quảng Yên, nam Tiên Yên, Đầm Hà, Hải Hà và một phần Móng Cái. ở các cửa sông, các vùng bồi lắng phù sa tạo nên những cánh đồng và bãi triều thấp. Đó là vùng nam Uông Bí, nam Quảng Yên (đảo Hà Nam), đông Quảng Yên, Đồng Rui (Tiên Yên), nam Đầm Hà, đông nam Hải Hà, nam Móng Cái. Tuy có diện tích hẹp và bị chia cắt nhưng vùng trung du và đồng bằng ven biển thuận tiện cho nông nghiệp và giao thông nên đang là những vùng dân cư trù phú của Quảng Ninh.
Vùng biển và hải đảo của Quảng Ninh là một vùng địa hình độc đáo. Hơn hai nghìn hòn đảo chiếm hơn 2/3 số đảo cả nước (2078/2779), đảo trải dài theo đường ven biển hơn 250 km chia thành nhiều lớp và diện tích các đảo chiếm 11,5% diện tích đất tự nhiên. Có những đảo rất lớn như đảo Cái Bầu, Bản Sen, lại có đảo chỉ như một hòn non bộ. Có hai huyện hoàn toàn là đảo là huyện Vân Đồn và huyện Cô Tô. Trên vịnh Hạ Long và Bái Tử Long có hàng ngàn đảo đá vôi nguyên là vùng địa hình karst bị nước bào mòn tạo nên muôn nghìn hình dáng bên ngoài và trong lòng là những hang động kỳ thú. Vùng ven biển và hải đảo Quảng Ninh ngoài những bãi bồi phù sa còn những bãi cát trắng táp lên từ sóng biển. Có nơi thành mỏ cát trắng làm nguyên liệu cho công nghệ thủy tinh (Vân Hải), có nơi thành bãi tắm tuyệt vời (như Trà Cổ, Quan Lạn, Minh Châu, Ngọc Vừng...).
Địa hình đáy biển Quảng Ninh, không bằng phẳng, độ sâu trung bình là 20 m. Có những lạch sâu là di tích các dòng chảy cổ và có những dải đá ngầm làm nơi sinh trưởng các rặng san hô rất đa dạng. Các dòng chảy hiện nay nối với các lạch sâu đáy biển còn tạo nên hàng loạt luồng lạch và hải cảng trên dải bờ biển khúc khuỷu kín gió nhờ những hành lang đảo che chắn, tạo nên một tiềm năng cảng biển và giao thông đường thủy rất lớn.
Tài nguyên đất
Quảng Ninh có quỹ đất dồi dào (611.081,3 ha). Trong đó: 10% là đất nông nghiệp, đất có rừng chiếm 38%, 43,8% là diện tích chưa sử dụng tập trung ở vùng miền núi và ven biển, còn lại là đất chuyên dùng và đất ở. Với ưu thế của tỉnh miền núi, ven biển, khí hậu ẩm rất thuận lợi cho quá trình sinh trưởng phát triển các loài cây lấy gỗ, lấy nhựa như thông nhựa, thông mã vĩ, keo, bạch đàn... Đặc biệt, với đặc thù điều kiện lập địa trên diện tích đất đồi núi của tỉnh rất thích hợp với các loài cây gỗ quý, đặc sản, cây dược liệu, các loài cây mang tính bản địa.   Quảng Ninh có nhiều loại đất. Chiếm diện tích lớn nhất là đất feralit vàng đỏ và đất feralit đồng cỏ thứ sinh phát triển ở địa hình đồi núi thấp.
- Đất feralit vàng đỏ có mùn trên núi: loại đất này thường phân bố ở vùng núi có độ cao trên 700m thuộc cánh cung Đông Triều, chiếm 7,8% diện tích tự nhiên. Trên các vùng núi cao độ ẩm khá lớn, nhiệt độ thấp, đá mẹ nghèo base, quá trình phân giải hữu cơ yếu nên lớp lá rụng mục dày, tạo thành tầng mùn cao. Loại đất này khá tốt, đất có màu vàng đỏ.
- Đất feralit vàng đỏ trên vùng đồi núi thấp (dưới 700m): loại đất này chiếm phần lớn diện tích đất tự nhiên của Quảng Ninh, phân bố ở hai sườn cánh cung Đông Triều với diện tích 0,44 triệu ha (chiếm 60,3% diện tích đất tự nhiên). Đất có khả năng giữ nước tốt do vậy đất có màu vàng khá điển hình. Tuy nghèo base, chua nhưng không bị đá ong hoá, ở những nơi thực vật bị tàn phá chỉ còn là đồng cỏ, hình thành đất feralit đồng cỏ thứ sinh. Loại này phổ biến ở vùng đồi phía bắc Hạ Long, phía tây Tiên Yên, huyện Bình Liêu, Hải Hà. Đất bị xói mòn, cần hạn chế khai thác bừa bãi, tăng cường chất hữu cơ và vôi cho đất.
- Đất phù sa: bao gồm cả vùng phù sa cổ và phù sa mới, phân bố theo dọc quốc lộ 18 từ Đông Triều đến Móng Cái, là đoạn tiếp nối giữa vùng đất mặn ven biển với vùng đất đồi núi thấp, diện tích khoảng 40.105 ha (chiếm 6,6% diện tích đất tự nhiên) phân bố ở Tiên Yên, Móng Cái, Hải Hà, Đầm Hà. Đặc tính của loại đất này là thường chua, độ phì thấp. Vùng đất phù sa để trồng lúa tập trung ở Đông Triều, Quảng Yên, Hải Hà, Đầm Hà và lưu vực các sông suối, thung lũng thuộc Tiên Yên, Ba Chẽ. Tuy nhiên, với các loại đất này muốn sản xuất lương thực cần phải giải quyết vấn đề thủy lợi. Một số vùng đất thấp thường bị ngập úng, đất chua.
- Đất mặn ven biển: phân bố dọc bờ biển và ven sông Đá Bạc, Bạch Đằng,... có diện tích khoảng 50.900 ha (chiếm 8,4% diện tích đất tự nhiên), đất thường mặn, chua, ngập úng do thủy triều. Một số vùng được khai thác để trồng cói, làm ruộng muối, nuôi thủy sản và trồng sú vẹt.
- Đất cát và cồn cát ven biển: có diện tích 6.087 ha (chiếm 0,9% diện tích đất tự nhiên), phân bố ở ven biển, ven các đảo. Vùng quần đảo Vân Hải (Vân Đồn), đảo Vĩnh Thực (Móng Cái) có những bãi cát trắng dài hàng km hoặc dồn lại thành những cồn nhấp nhô liên tiếp. Giá trị chủ yếu là nguyên liệu cho ngành thủy tinh cao cấp. Loại đất này chỉ trồng phi lao chắn gió.
- Đất vùng đồi núi đá vôi ở các đảo, quần đảo: có diện tích 46.627 ha (chiếm 7% diện tích đất tự nhiên). Trong lịch sử phát triển hình thành vịnh đảo, cấu tạo nham thạch của các đảo không đồng nhất, có nơi là các đảo đá vôi, có nơi là đảo đất nên ở đây cũng hình thành các loại đất khác nhau. Nhìn chung, đất có đặc điểm giống đất feralit vàng đỏ trên vùng đồi núi thấp. Trên các đảo đá vôi có độ dốc lớn, xói mòn mạnh, tầng đất mỏng, nhiều nơi chỉ có chỗ trũng hoặc khe nứt. Trên các đảo đất: Tuần Châu, đảo Rều, Ngọc Vừng,... được cấu tạo bởi các đá phiến thạch, sa thạch silic có đất feralit màu vàng đỏ.

Tài nguyên rừng
Tổng diện tích rừng và đất rừng là 243.833,2 ha, chiếm 38% diện tích đất tự nhiên toàn tỉnh, trong đó rừng tự nhiên chiếm khoảng 80%, còn lại là rừng trồng, rừng đặc sản khoảng 100.000 ha, đất thành rừng khoảng 230.000 ha, là điều kiện để phát triển thành các vùng nông nghiệp, vùng cây đặc sản, cây ăn quả có quy mô lớn.
Tài nguyên biển
Quảng Ninh có thế mạnh và tiềm năng to lớn để phát triển các ngành kinh tế biển, có chiều dài đường ven biển lớn thứ hai 250 km với 2.077 hòn đảo, chiếm 2/3 số đảo của cả nước, trong đó trên 1.000 đảo đã có tên; có ngư trường rộng lớn trên 6.100 km², là nơi sinh sống của vô vàn các loài sinh vật biển quý hiếm. Hầu hết các bãi cá chính có sản lượng cao, ổn định, đều phân bố gần bờ và quanh các đảo, rất thuận tiện cho việc khai thác. Ven biển Quảng Ninh có nhiều khu vực nước sâu, kín gió là lợi thế đặc biệt quan trọng thuận lợi cho việc xây dựng, phát triển hệ thống cảng biển đặc biệt là cảng nước sâu tiếp nhận được tàu có trọng tải lớn và cảng thủy nội địa, nhất là ở thành phố Hạ Long, thành phố Cẩm Phả, huyện Tiên Yên, thành phố Móng Cái và huyện Hải Hà đáp ứng cho việc giao lưu hàng hóa với các tỉnh trong vùng.
Khí hậu
Quảng Ninh nằm ở vùng khí hậu cận nhiệt đới ẩm đặc trưng cho các tỉnh miền bắc, có nét riêng của một tỉnh vùng núi ven biển có một mùa hạ nóng ẩm mưa nhiều, một mùa đông lạnh khô, ít mưa và tính nhiệt đới nóng ẩm là bao trùm nhất. Do ảnh hưởng của vị trí địa lí và địa hình nên Quảng Ninh chịu ảnh hưởng mạnh của gió mùa Đông Bắc và ảnh hưởng yếu của gió mùa Tây Nam so với các tỉnh phía bắc. Vì nằm trong vành đai nhiệt đới nên hàng năm Quảng Ninh có hai lần mặt trời qua thiên đỉnh, tiềm năng về bức xạ và nhiệt độ rất phong phú. Các quần đảo ở Cô Tô, Vân Đồn... có đặc trưng của khí hậu đại dương. Do ảnh hưởng bởi hoàn lưu gió mùa Đông Nam Á nên khí hậu bị phân hoá thành hai mùa gồm có mùa hạ thì nóng ẩm với mùa mưa, còn mùa đông thì lạnh với mùa khô. Độ ẩm trung bình 82 – 85%. Mùa lạnh thường bắt đầu từ hạ tuần tháng 11 và kết thúc vào cuối tháng 3 năm sau, trong khi đó mùa nóng bắt đầu từ tháng 5 và kết thúc vào đầu tháng. Mùa ít mưa bắt đầu từ tháng 11 cho đến tháng 4 năm sau, mùa mưa nhiều bắt đầu từ tháng 5 và kết thúc vào đầu tháng 10. Giữa hai mùa lạnh và mùa nóng, hai mùa khô và mùa mưa  là hai thời kỳ chuyển tiếp khí hậu, mỗi thời kỳ khoảng một tháng (tháng 4 và tháng 10). Ngoài ra, do tác động của biển, nên khí hậu của Quảng Ninh nhìn chung mát mẻ, ấm áp, thuận lợi đối với phát triển nông nghiệp, lâm nghiệp và nhiều hoạt động kinh tế khác.
- Nhiệt độ: Tỉnh có nền nhiệt độ cao, nhiệt độ trung bình trong năm từ 21 – 23oC, có sự chênh lệch giữa các mùa, giữa vùng đồi núi với vùng ven biển. Sự chênh lệch về nhiệt độ trung bình của tháng tiêu biểu cho mùa đông (tháng 1) thấp hơn nhiệt độ trung bình của tháng tiêu biểu cho mùa hạ (tháng 7) là 12oC và thấp hơn nhiệt độ trung bình của tháng 1 theo tiêu chuẩn nhiệt độ cùng vĩ tuyến là 5,1oC[16]. Vào tháng 12 và tháng 1, một số nơi như Bình Liêu, Ba Chẽ và vùng miền núi của thành phố Hạ Long thường có sương muối, thậm chí có năm còn có cả mưa tuyết.
- Mưa: Lượng mưa nhiều, tập trung chủ yếu vào mùa hạ (chiếm tới 85% lượng mưa cả năm); lượng mưa trung bình hàng năm 1.995mm. Lượng mưa ở các vùng cũng khác nhau. Nơi mưa nhiều nhất là sườn nam và đông nam cánh cung Đông Triều và vùng đồng bằng duyên hải của Móng Cái, Tiên Yên, Hải Hà, lượng mưa trung bình năm lên tới 2.400mm. Vùng ít mưa nhất là sườn bắc của cánh cung Đông Triều, Ba Chẽ, lượng mưa trung bình năm chỉ đạt 1.400mm. Các vùng hải đảo có lượng mưa 1.700-1.800mm.
- Gió: Quảng Ninh chịu ảnh hưởng sâu sắc của chế độ gió mùa. Gió mùa hạ thổi từ tháng 5 đến tháng 10, hướng đông nam, gây mưa lớn cho nhiều khu vực của tỉnh. Mùa hạ thường có áp thấp nhiệt đới và bão (tháng 7, 8, 9), những cơn bão từ Tây Thái Bình Dương có xu hướng đổ bộ vào đất liền, trong một năm thường có 5-6 cơn bão gây ảnh hưởng trực tiếp đến Quảng Ninh. Gió mùa mùa đông thổi từ tháng 11 đến tháng 4 năm sau, hướng đông bắc, gây thời tiết lạnh khô.

Sông ngòi, chế độ thủy văn và tài nguyên nước
Quảng Ninh có tất cả khoảng 30 sông, suối với chiều dài trên 10 km. Diện tích lưu vực thông thường không quá 300 km2, trong đó có bốn con sông lớn là hạ lưu sông Bạch Đằng, sông Ka Long, sông Tiên Yên và sông Ba Chẽ. Mỗi sông hoặc đoạn sông thường có nhiều nhánh, các nhánh đa số đều vuông góc với đoạn sông chính. Tuy nhiên, hầu hết các sông suối đều ngắn, nhỏ và độ dốc lớn, khả năng điều tiết nước yếu và chịu ảnh hưởng mạnh của thủy triều. Đại bộ phận sông có dạng xoè hình cánh quạt, trừ sông Cầm, sông Ba Chẽ, sông Tiên Yên, sông Phố Cũ có dạng lông chim.
Phù hợp với chế độ mùa mưa, chế độ dòng chảy của sông ngòi cũng có hai mùa rõ rệt: mùa lũ và mùa cạn. Mùa lũ từ tháng 5 đến tháng 10, tập trung từ tháng 6 đến tháng 8; mùa cạn từ tháng 11 đến tháng 4 năm sau, cạn nhất vào tháng 3. Lưu lượng nước các sông ở đây có sự dao động rất lớn. Lưu lượng và lưu tốc rất khác biệt giữa các mùa. Vào mùa đông, các sông cạn nước, có chỗ trơ ghềnh đá nhưng mùa hạ lại ào ào thác lũ, nước dâng cao rất nhanh. Lưu lượng mùa khô 1,45 m3/s, mùa mưa lên tới 1500 m3/s, chênh nhau 1.000 lần. Sông Tiên Yên ở Bình Liêu lưu lượng nhỏ nhất là 1,45m³/s, lớn nhất lên tới 1500m³/s. Hầu hết các sông chảy qua khu vực địa hình miền núi có cấu tạo bằng các nham cứng nên lưu lượng phù sa không đáng kể.
Nước ngập mặn xâm nhập vào vùng cửa sông khá xa. Lớp thực vật che phủ chiếm tỷ lệ thấp ở các lưu vực nên thường hay bị xói lở, bào mòn và rửa trôi làm tăng lượng phù sa và đất đá trôi xuống khi có lũ lớn do vậy nhiều nơi sông suối bị bồi lấp rất nhanh, nhất là ở những vùng có các hoạt động khai khoáng như ở các đoạn suối Vàng Danh, sông Mông Dương.
Về phía biển Quảng Ninh giáp vịnh Bắc Bộ, một vịnh lớn nhưng kín lại có nhiều lớp đảo che chắn nên sóng gió không lớn như vùng biển Trung Bộ. Chế độ thủy triều ở đây là nhật triều điển hình, biên độ tới 3–4 m. Nét riêng biệt ở đây là hiện tượng sinh "con nước" và thủy triều lên cao nhất vào các buổi chiều các tháng mùa hạ, buổi sáng các tháng mùa đông những ngày có con nước cường. Trong vịnh Bắc Bộ có dòng hải lưu chảy theo phương bắc nam kéo theo nước lạnh lại có gió mùa đông bắc nên đây là vùng biển lạnh nhất nước ta. Nhiệt độ có khi xuống tới 13 °C.
Lượng nước các sông khá phong phú, ước tính 8.777 tỷ m³ phát sinh trên toàn lưu vực. Dòng chảy lên tới 118 l/s/km² ở những nơi có mưa lớn. Vào mùa mưa (tháng 5 - tháng 9), chiếm 75-80% tổng lượng nước trong năm; mùa khô (tháng 10 - tháng 4), chiếm 20-25% tổng lượng nước trong năm.
Theo kết quả thăm dò, trữ lượng nước ngầm tại vùng Cẩm Phả là 6.107 m³/ngày, vùng Hạ Long là 21.290 m³/ngày. Lượng nước ngầm tại hồ Yên Lập là 118 triệu m³, hồ Chúc Bài Sơn 11,5 triệu m³ và hồ Quất Đông 10 triệu m³. Quảng Ninh có từ 2.500 đến 3.000 ha mặt nước ao, hồ, đầm có điều kiện nuôi trồng thủy sản.
Khoáng sản
- Than đá: Có trữ lượng khoảng 3,6 tỷ tấn (43,8%), hầu hết thuộc dòng an-tra-xít, tỷ lệ các-bon ổn định 80 – 90%; phần lớn tập trung tại 3 khu vực: Hạ Long, Cẩm Phả và Uông Bí – Đông Triều; mỗi năm cho phép khai thác khoảng 30 – 40 triệu tấn.[14]
- Các mỏ đá vôi, đất sét, cao lanh: Trữ lượng tương đối lớn, phân bố rộng khắp các địa phương trong tỉnh như: Mỏ đá vôi ở Hạ Long, Cẩm Phả; Các mỏ cao lanh ở các huyện miền núi Hải Hà, Bình Liêu, Ba Chẽ, Tiên Yên, thành phố Móng Cái; các mỏ đất sét phân bố tập trung ở Đông Triều và Hạ Long là nguồn nguyên liệu quan trọng để sản xuất vật liệu xây dựng cung cấp cho thị trường trong nước và xuất khẩu.[20]
- Các mỏ nước khoáng: Có nhiều điểm nước khoáng uống được ở Quang Hanh (Cẩm Phả), Khe Lạc (Tiên Yên), Đồng Long (Bình Liêu). Ngoài ra, còn có nguồn nước khoáng không uống được tập trung ở Cẩm Phả có nồng độ khoáng khá cao, nhiệt độ trên 35 °C, có thể dùng chữa bệnh.[20]

## Hành chính
Tỉnh Quảng Ninh có 54 đơn vị hành chính cấp xã, gồm 22 xã, 30 phường và 02 đặc khu; trong đó có 21 xã, 30 phường, 02 đặc khu hình thành
| Tên         | Diện tích (km²) | Dân số (người) |
| ----------- | --------------- | -------------- |
| Phường (30) |                 |                |
| An Sinh     | 106,42          | 24.956         |
| Bãi Cháy    | 25,39           | 42.108         |
| Bình Khê    | 138,74          | 21.845         |
| Cẩm Phả     | 17,52           | 61.506         |
| Cao Xanh    | 38,89           | 23.809         |
| Cửa Ông     | 41,07           | 66.504         |
| Đông Mai    | 50,61           | 21.649         |
| Đông Triều  | 40,42           | 43.712         |
| Hà An       | 100,18          | 21.314         |
| Hà Lầm      | 11,19           | 47.747         |
| Hạ Long     | 6,08            | 52.905         |
| Hà Tu       | 37,60           | 29.643         |
| Hiệp Hòa    | 35,83           | 33.381         |
| Hoàng Quế   | 63,83           | 31.988         |
| Hoành Bồ    | 175,94          | 28.534         |

| Tên        | Diện tích (km²) | Dân số (người) |
| ---------- | --------------- | -------------- |
| Hồng Gai   | 5,00            | 51.333         |
| Liên Hòa   | 80,13           | 32.847         |
| Mạo Khê    | 46,55           | 72.012         |
| Móng Cái 1 | 82,47           | 46.588         |
| Móng Cái 2 | 72,97           | 29.189         |
| Móng Cái 3 | 90,03           | 22.565         |
| Mông Dương | 167,16          | 18.953         |
| Phong Cốc  | 42,17           | 27.356         |
| Quang Hanh | 62,63           | 52.750         |
| Quảng Yên  | 20,69           | 31.353         |
| Tuần Châu  | 62,08           | 14.904         |
| Uông Bí    | 49,81           | 59.866         |
| Vàng Danh  | 93,77           | 36.864         |
| Việt Hưng  | 41,39           | 51.787         |
| Yên Tử     | 113,23          | 38.932         |

| Tên       | Diện tích (km²) | Dân số (người) |
| --------- | --------------- | -------------- |
| Xã (22)   |                 |                |
| Ba Chẽ    | 332,68          | 17.504         |
| Bình Liêu | 225,27          | 16.220         |
| Cái Chiên | 25,90           | 752            |
| Đầm Hà    | 142,43          | 25.947         |
| Điền Xá   | 240,49          | 6.956          |
| Đông Ngũ  | 142,80          | 18.063         |
| Đường Hoa | 220,38          | 17.201         |
| Hải Hòa   | 95,87           | 5.731          |
| Hải Lạng  | 131,03          | 9.827          |
| Hải Ninh  | 93,18           | 10.427         |
| Hải Sơn   | 132,04          | 4.567          |
| Hoành Mô  | 137,91          | 9.014          |
| Kỳ Thượng | 273,50          | 5.918          |
| Lục Hồn   | 107,13          | 9.974          |

| Tên          | Diện tích (km²) | Dân số (người) |
| ------------ | --------------- | -------------- |
| Lương Minh   | 225,28          | 5.608          |
| Quảng Đức    | 131,48          | 11.682         |
| Quảng Hà     | 134,37          | 40.988         |
| Quảng La     | 165,67          | 9.183          |
| Quảng Tân    | 184,81          | 18.049         |
| Thống Nhất   | 276,12          | 17.310         |
| Tiên Yên     | 137,87          | 22.164         |
| Vĩnh Thực    | 49,11           | 5.407          |
| Đặc khu (02) |                 |                |
| Cô Tô        | 53,68           | 7.151          |
| Vân Đồn      | 583,92          | 53.904         |

## Lịch sử

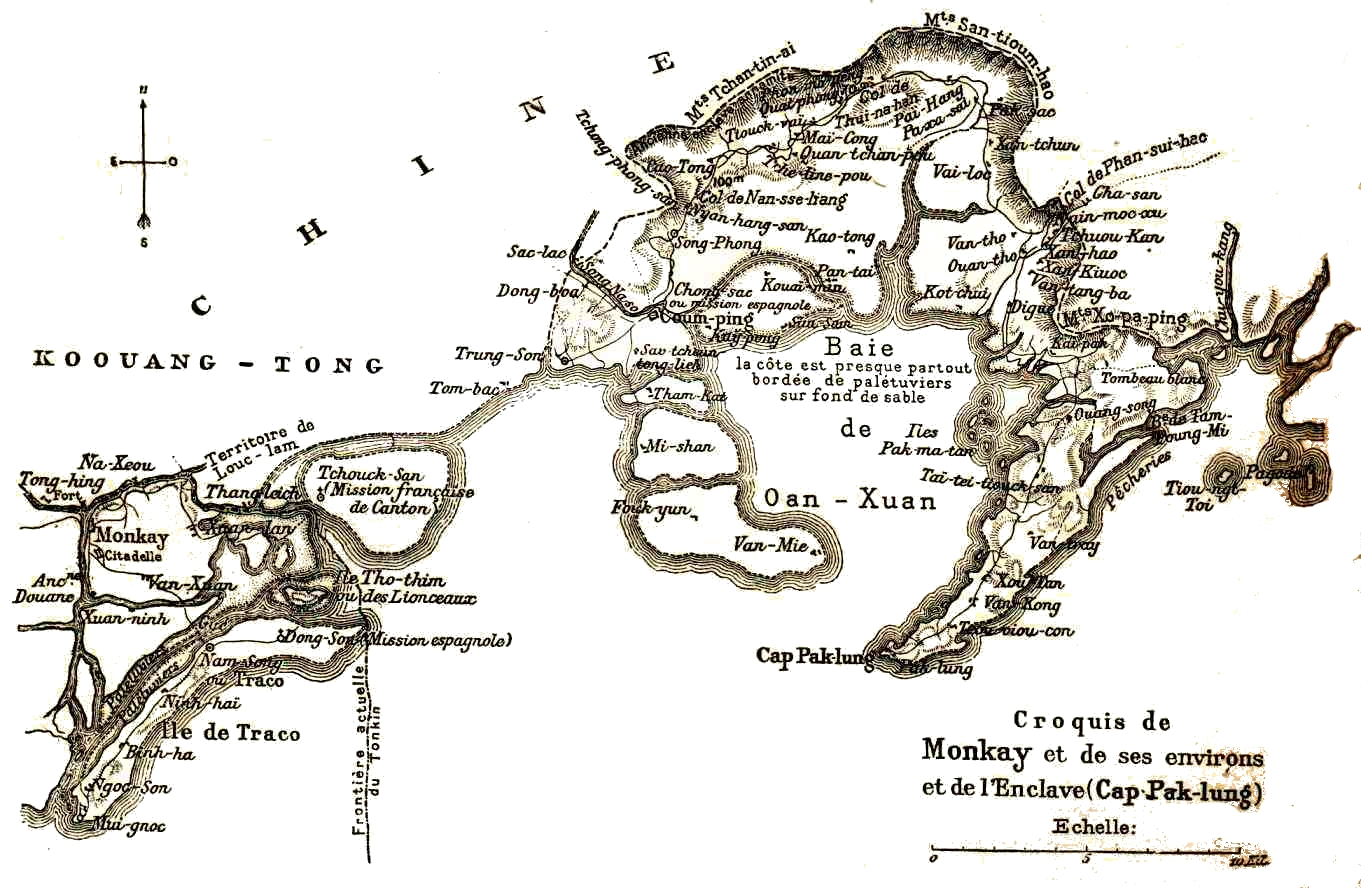
Mũi Bạch Long (Paklung) trên bản đồ 1888

### Tiền sử
Thời kỳ tiền sử ở Quảng Ninh sớm nhất được biết đến tại các địa điểm thuộc văn hóa Soi Nhụ. Vào thời kỳ của các văn hóa Hòa Bình, văn hóa Bắc Sơn từ khoảng 18.000 năm về trước lúc mà lần cuối cùng băng hà còn phát triển, mực nước Biển Đông hạ thấp tới độ sâu 110 - 120 mét dưới mực nước biển ngày nay. Khi đó vịnh Bắc Bộ (gồm cả vịnh Hạ Long) là một đồng bằng tam giác châu rộng lớn. Trên vùng đất khoảng vài nghìn km2 của Quảng Ninh và khu vực vịnh Hạ Long ngày nay là một đồng bằng cổ. Ở nơi này đã từng tồn tại một cộng đồng dân cư tiền sử lớn. Những người họ sống trong các hang động đá vôi trên một địa bàn độc lập so với các cư dân Hòa Bình - Bắc Sơn cùng thời. Họ đã sáng tạo ra một nền văn hóa tồn tại song song với hai nền văn hóa kia mà ngày nay chúng ta gọi đây là nền văn hóa Soi Nhụ, làm cơ sở để các loại hình văn hóa tiến bộ mới hình thành tại Cái Bèo, tiếp sau nền văn hóa Hạ Long nổi tiếng.
Mặc dù các nhà khoa học gặp nhiều khó khăn trong quá trình nghiên cứu nhưng với khối tư liệu thu được sau cuộc khai quật di chỉ Đầu Rằm thì có thể nói rằng từ tiền sử tới sơ sử Quảng Ninh là một quá trình phát triển liên tục, không hề có bất cứ một sự đứt đoạn nào. Việc phát hiện các di tích sơ sử tại Quảng Ninh cũng đã tạo khẳng định rằng vào thời Hùng Vương, Quảng Ninh đã là một bộ phận của nhà nước Văn Lang.

### Sơ sử
Đại Việt sử ký toàn thư chép rằng ngay từ thời Hùng Vương, Việt Nam đã được chia thành 15 bộ, trong đó có các bộ Ninh Hải, Lục Hải. Địa bàn của bộ Ninh Hải, Lục Hải thời đó không hoàn toàn trùng với địa bàn tỉnh Quảng Ninh hiện nay, ngoài Quảng Ninh thì tối thiểu hai bộ đó còn bao gồm một phần Lạng Sơn, Bắc Giang, Hải Dương, Hải Phòng và một phần Lưỡng Quảng ngày nay, nhưng khu vực trung tâm của Ninh Hải, Lục Hải chính là khu vực tỉnh Quảng Ninh bây giờ.

### Phong kiến
Thời phong kiến, khu vực Quảng Ninh từng trải qua nhiều lần đổi tên:
- Thời kỳ đầu tự chủ là Lục Châu.
- Thời nhà Lý là phủ Hải Đông.
- Thời nhà Trần là lộ Hải Đông, lộ An Bang.
- Thời nhà Lê là lộ An Bang, lộ An Quảng.
- Thời nhà Nguyễn là tỉnh Quảng Yên.

Thời nhà Lý, khu vực Quảng Ninh được gọi với cái tên Hải Đông. Sử liệu về thời Lý - Trần còn lại quá ít ỏi nên chưa thể hiểu đầy đủ về quá trình biến đổi của đất Hải Đông. Tuy nhiên, về đại thể có thể biết được là năm 1023, sau khi dẹp yên cuộc nổi dậy của người Đại Nguyên Lịch (tên một dân tộc thiểu số ở vùng biển Việt Trung), nhà Lý đổi trấn Triều Dương thành châu Vinh An, xác định biên giới đông bắc của Đại Việt. Ít lâu sau, cả vùng Ninh Hải - Lục Châu cũ được đặt thành một phủ là phủ Hải Đông. Khoảng năm 1242, nhà Trần nâng Hải Đông lên thành lộ và đến cuối thế kỷ 14 thì đổi gọi là An Bang. Đông Triều bấy giờ còn là một châu của lộ Hải Dương.
Cùng với sự phát triển của Đại Việt, cư dân An Bang cũng ngày càng tăng, ruộng đất làng xóm được mở rộng, các đơn vị hành chính như huyện Hoa Phong, Hoành Bồ, Yên Hưng, Đông Triều, các châu Tiên Yên, Vĩnh An, Vân Đồn, Vạn Ninh đã được hình thành. Tổ tiên nhà Trần, vào cuối đời Lý đã đến ở vùng An Sinh (thuộc Đông Triều) làm nghề đánh cá. Sau này khu vực An Phụ, An Dưỡng, An Sinh và An Bang được đặt thành thái ấp của An Sinh Vương Trần Liễu, anh của Trần Thái Tông. Nhà Trần tuy phát tích ở đất Thiên Trường (Nam Định) song vẫn nhớ về quê gốc Đông Triều nên lăng mộ các vua Trần đều được di dời về đây. Vùng thái ấp này biến thành khu mộ các vua nhà Trần.
Vào đời Lê Anh Tông (1556 - 1573) vì kỵ húy nhà vua đổi gọi An Bang thành An Quảng. Đến thời nhà Tây Sơn, các trấn từ Sơn Nam Hạ và Bắc được đổi gọi là Bắc Thành. Phủ Kinh Môn với 7 huyện, trong đó có cả Đông Triều đã được sáp nhập vào An Quảng. Lúc này An Quảng trở thành một trấn lớn.
Đến thời Nguyễn Ánh, sau 24 năm chinh chiến với nhà Tây Sơn, đến ngày 3 tháng 5 năm Tân Dậu (1801), ông đã thu phục được Kinh đô Phú Xuân và năm 1802 chính thức lên ngôi Hoàng đế. An Quảng được giữ nguyên là một ngoại trấn, với một phủ Hải Đông, ba huyện Hoành Bồ, Yên Quảng, Hoa Phong và ba châu Vạn Ninh, Tiên Yên và Vân Đồn.
Năm Minh Mạng thứ 3, trấn An Quảng được đổi tên thành trấn Quảng Yên. Đến năm 1831, trấn Quảng Yên được đổi thành tỉnh do Tổng đốc Hải An (Hải Dương - An Quảng) kiêm quản. Năm 1836, phủ Hải Đông được đổi tên gọi là phủ Hải Ninh, châu Vân Đồn được gộp vào huyện Hoa Phong và được gọi là tổng Vân Hải. Sau đó, nhà Nguyễn tách huyện Hoành Bồ, huyện Hoa Phong và huyện Yên Hưng ra khỏi phủ Hải Đông lập thành phủ Sơn Định, cho tri huyện Hoành Bồ kiêm quản.
Tỉnh Quảng Ninh có những địa danh gắn lịch sử như:
- Sông Bạch Đằng, thị xã Quảng Yên: gắn liền với 3 lần thủy chiến trên sông Bạch Đằng của người Việt để chống lại quân xâm lược.
- Thương cảng Vân Đồn, huyện Vân Đồn: là một thương cảng lớn và rất quan trọng đối với các triều đại phong kiến xưa.
- Khu quần thể lăng các vua Trần, thành phố Đông Triều: Vốn là nơi ở của tổ tiên nhà Trần trước khi di cư xuống vùng Thái Bình, Thiên Trường.
- Núi Yên Tử, thành phố Uông Bí: Nơi phát tích Thiền phái Trúc Lâm, sáng lập bởi Trần Nhân Tông.

### Thời Pháp thuộc

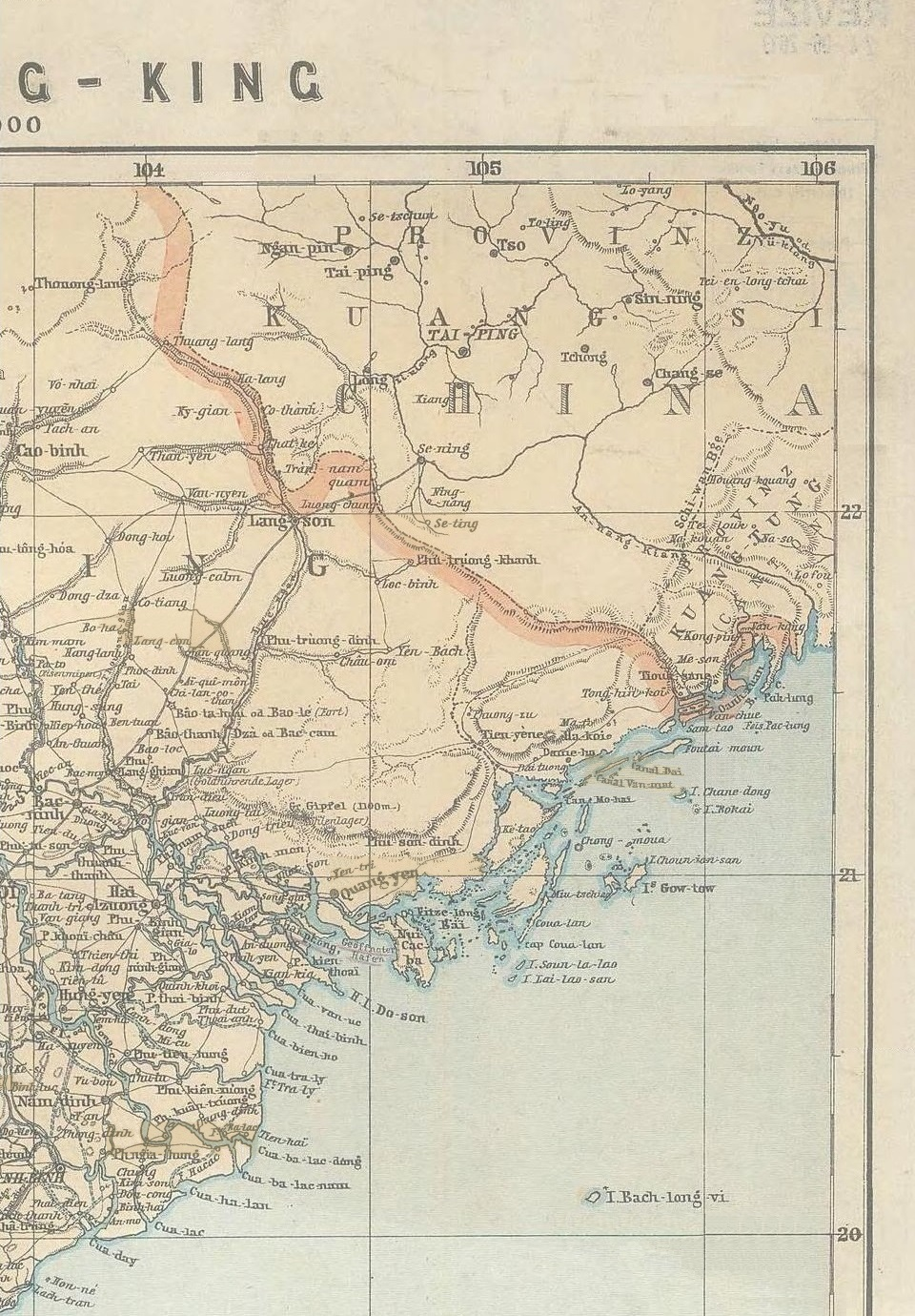
Bản đồ Bắc Kỳ năm 1883, (các vùng ven vịnh Bắc Bộ, (quanh vịnh Vạn Xuân (Oan-xuan) gồm: Tam Đảo Kinh tộc (Sam-tao), bán đảo Bạch Long Vĩ (C. Pak-lung) cho đến bờ sông An Nam Giang (An-nang-kiang) thuộc lãnh thổ Đại Nam.

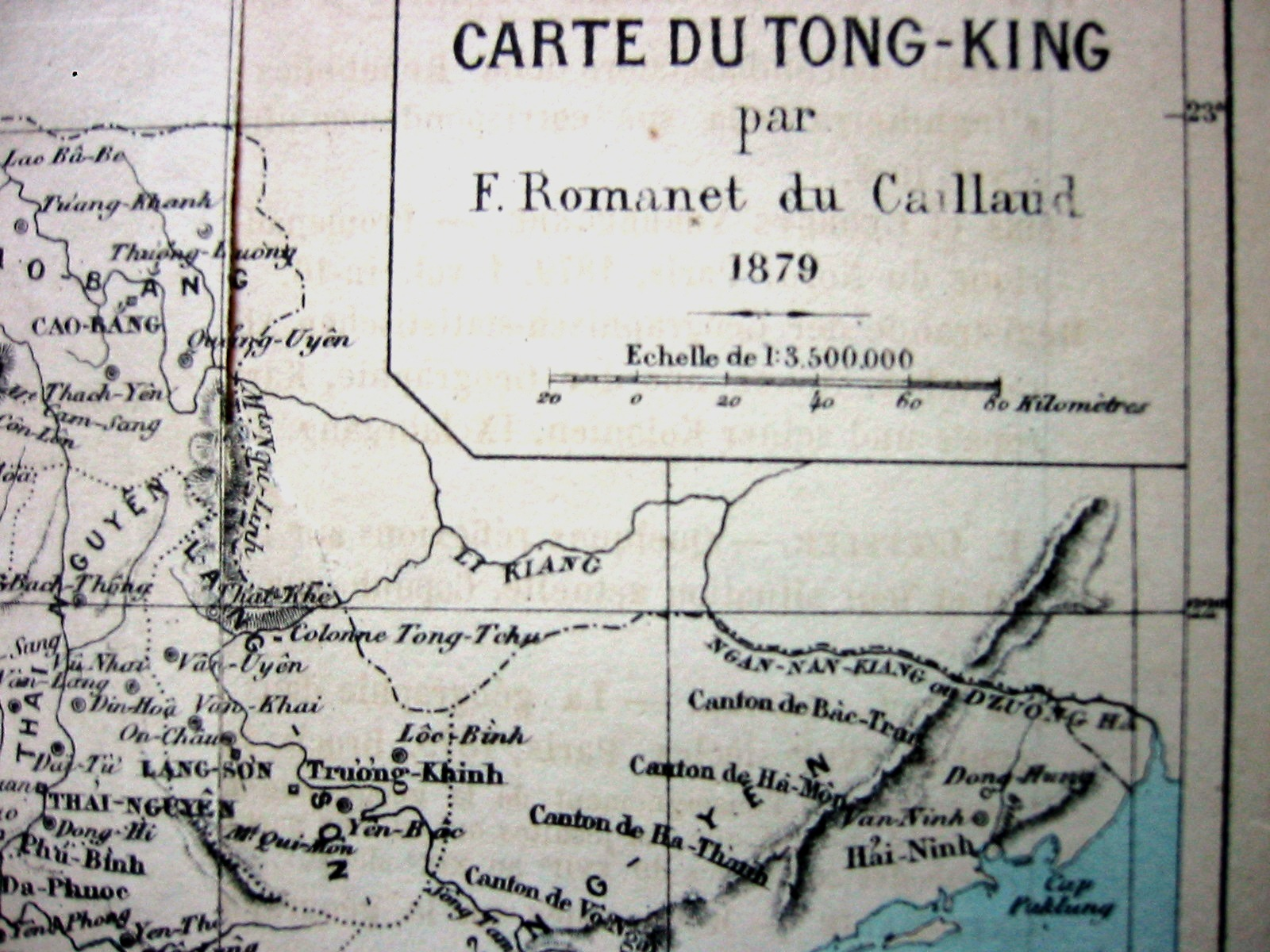
Bản đồ địa giới Bắc Kì năm 1879 bao gồm Đông Hưng và mũi Bạch Long, đến năm 1887 bị Pháp cắt cho nhà Thanh

Vào ngày 12-3-1883, sau khi đánh chiếm xong Hà Nội, 500 lính Pháp do đích thân Henri Rivière - tên tổng chỉ huy cuộc xâm lược Bắc Kỳ lần thứ hai cầm đầu - đã tiến hành đánh chiếm khu mỏ Quảng Ninh. Kể từ đó, Quảng Ninh đã cùng toàn thể dân tộc ta chịu chung ách thống trị dã man của thực dân Pháp.
Biên giới giáp với Trung Quốc trước năm 1887 là sông Dương Hà (còn gọi là An Nam Giang) bao gồm cả mũi Bạch Long nhưng Công ước Pháp-Thanh 1887 nhận kinh tuyến đông 105 độ 43 phút Paris làm đường phân định thì phần đất này Pháp nhường cho nhà Thanh. Phần đất bị cắt gồmː đất thuộc tổng Hà Môn là mũi Bạch Long Vĩ (là vùng đất có xã An Lương, Thanh Lãng, Trường Bình (tức Đông Giang)), vạn Mễ Sơn, xã Vạn Vĩ, Mi Sơn, Vạn Xuân (vùng Tam Đảo quanh vịnh Vạn Xuân); cùng hơn bảy xã thuộc tổng Bát Tràng (là các xã: Bắc Nham, Thượng Lại, Cổ Hoằng, Hoằng Mông, Vụ Khê, Tuy Lai, và Nật Sơn) và hai xã của tổng Kiến Duyên (là Kiến Duyên, và Đồng Tông).
Hiện nay có một số ý kiến cho rằng vùng đất của huyện Phòng Thành Cảng, tỉnh Quảng Tây, bao gồm khu vực Đông Hưng, Phòng Thành, Cảng Khẩu, Bạch Long, Trung Quốc là thuộc Việt Nam, nhất là sau khi Việt Nam Dân chủ Cộng hoà được thành lập và tuyên bố hủy bỏ mọi hiệp ước về Việt Nam của thực dân Pháp với các nước khác. Như vậy vùng Bạch Long - Trường Bình đúng ra phải được trả lại về Quảng Ninh nhưng việc này đã không được thực hiện. Rất nhiều người Kinh sống ở khu vực này tuyệt nhiên trở thành người mất quê hương và trở thành một trong 56 dân tộc của Trung Quốc, gọi là dân tộc Việt.
Trong giai đoạn từ 1885 đến những năm đầu thế kỷ XX, các cuộc khởi nghĩa hưởng ứng phong trào Cần Vương yêu nước chống Pháp đã liên tiếp và rầm rộ nổi lên tại Quảng Ninh. Một số địa bàn như đảo Cái Bầu, đảo Cái Bàn, vùng rừng núi thành phố Đông Triều có tới hai, ba cuộc nổi dậy một lúc, có cuộc kéo dài gần chục năm. Nhìn chung, phong trào chống Pháp tại Quảng Ninh trong thời kỳ này là một phong trào dân tộc, tập hợp rộng rãi mọi tầng lớp nhân dân, mọi thành phần dân tộc dưới ngọn cờ yêu nước.

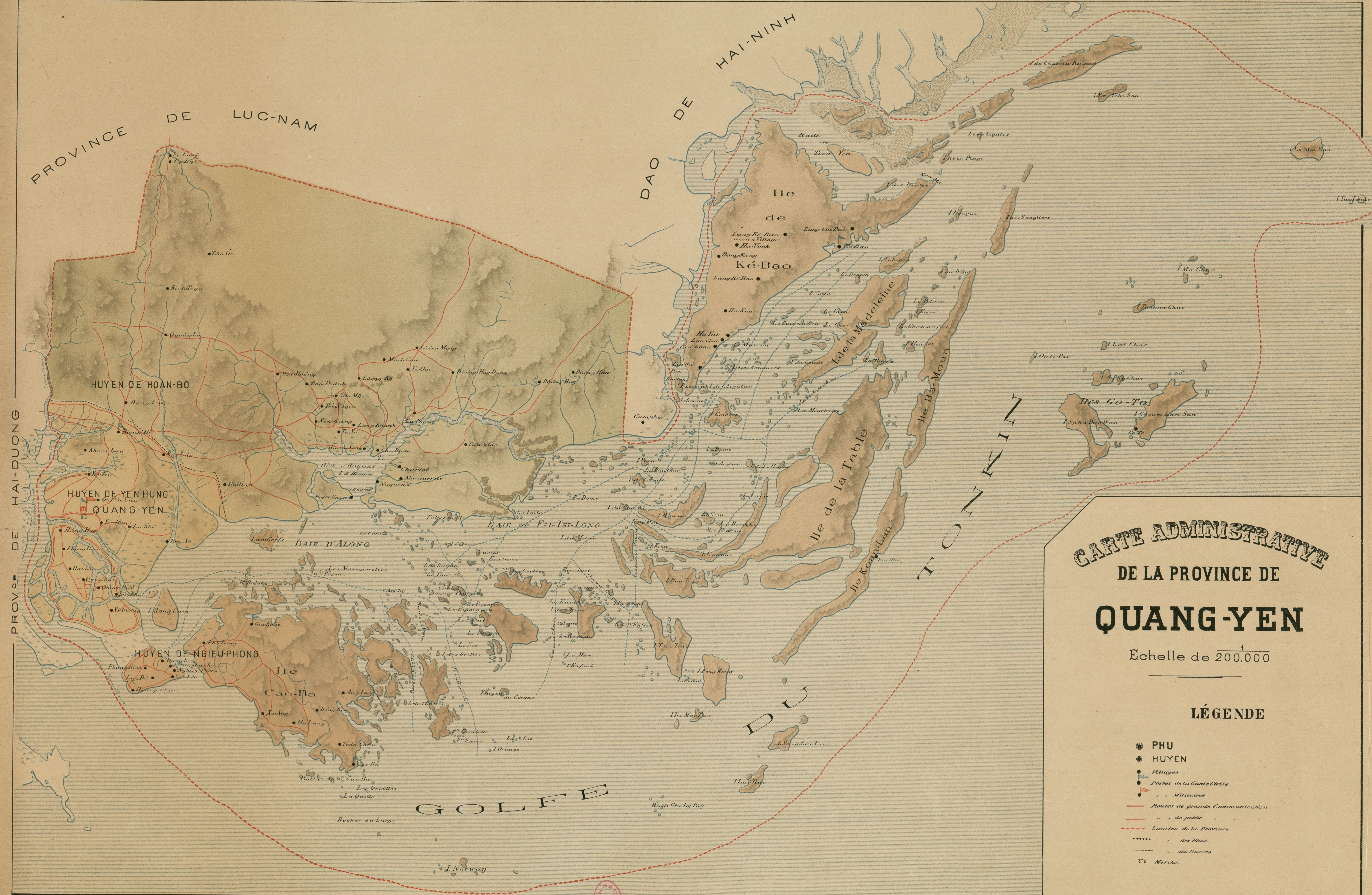
Bản đồ Quảng Yên năm 1890

Năm 1899 thực dân Pháp lại tách một phần bắc tỉnh Quảng Yên mà lập tỉnh Hải Ninh. Thấy được tài nguyên khoáng sản than đá, thực dân Pháp tăng cường khai thác tại các khu Hồng Quảng, Mạo Khê, Vàng Danh, Cẩm Phả, Hà Tu. Họ thành lập Công ty than Bắc Kỳ thuộc Pháp (S.F.C.T) độc quyền khai thác và tiêu thụ than đá, ra sức vơ vét tài nguyên và bóc lột nhân công thuộc địa. Như vậy, Quảng Ninh trở thành một vùng điển hình của tội ác khai thác thuộc địa.
Cùng với công nghiệp than, Quảng Ninh là một trong những nơi giai cấp công nhân Việt Nam hình thành sớm nhất, đồng thời đây cũng là nơi trở thành trường rèn luyện cuộc đấu tranh giải phóng dân tộc và giác ngộ ý thức giai cấp cho giai cấp công nhân Việt Nam. Vốn xuất thân từ những người nông dân có truyền thống dân tộc lâu đời, mang trong lòng ngọn lửa căm thù sôi sục đối với quân xâm lược Pháp, cũng chính là bọn thực dân đang áp bức, đọa đày họ trong nhà máy, hầm mỏ, thợ mỏ Quảng Ninh ngay trong giai đoạn đầu đã rất nhạy bén với vấn đề dân tộc, sẵn sàng và tự nguyện tham gia vào các cuộc khởi nghĩa chung của dân tộc. Dần dần cùng với sự phát triển về số lượng, thông qua cuộc đấu tranh quyết liệt với kẻ thù, người thợ mỏ Quảng Ninh cũng ngày càng trưởng thành về chất lượng, sớm đi đến chủ nghĩa Mác-Lênin và tìm thấy ở đó "cẩm nang thần kỳ" trong cuộc đấu tranh giải phóng dân tộc và giai cấp.
Quá trình đẩy mạnh khai thác của tư bản Pháp tại Quảng Ninh đã dẫn tới sự phân hóa sâu sắc xã hội, làm cho khu mỏ trở thành nơi phân chia rõ ràng giữa hai tầng lớp thống trị - bọn chủ mỏ thực dân và bè lũ tay sai của chúng với tầng lớp bị trị - đó là đội ngũ công nhân mỏ và đồng bào các dân tộc trên đất Quảng Ninh. Song song với quá trình phân hóa ấy là sự phát triển không ngừng của giai cấp công nhân mỏ Quảng Ninh. Đó chính là một quá trình chuyển hóa của giai cấp công nhân mỏ từ tự phát lên tự giác, từ chủ nghĩa yêu nước đến chủ nghĩa Mác-Lênin, từ chưa có Đảng đến có một chính đảng của mình.
Cuộc Tổng bãi công của hơn 30,000 thợ mỏ ngày 12 tháng 11 năm 1936 đòi tăng lương giảm giờ làm giành thắng lợi vẻ vang đã trở thành một trong những sự kiện lịch sử tiêu biểu nhất của phong trào cách mạng Việt Nam trong thời kỳ đấu tranh đòi quyền dân sinh dân chủ và độc lập dân tộc. Sau này ngày này trở thành ngày truyền thống của Công nhân vùng mỏ, gọi là Ngày vùng mỏ bất khuất.
Trong thời kì Cách mạng tháng 8 năm 1945, khởi nghĩa giành chính quyền ở Quảng Ninh hoàn toàn không dễ dàng, giặc Nhật còn ngoan cố chưa đầu hàng thì quân Tưởng tràn đến kéo theo bọn Việt gian phản động đã được nuôi dưỡng từ trước, bọn phản động người Hoa cũng nổi lên nắm quyền hành, hàng ngàn tên thổ phỉ hoành hành và sau đó quân Pháp đã quay lại chiếm ngay Cô Tô, Vạn Hoa... Do vị trí đặc biệt là vùng biên giới, vùng rừng núi, lại là vùng "vàng đen" – những yếu tố tạo nên những thuận lợi ở nhiều thời kỳ thì lúc này lại là tiền đề tạo nên những khó khăn chồng chất. Cuộc khởi nghĩa giành chính quyền trở nên hết sức gay go, quyết liệt, phức tạp, thật sự là một cuộc giành giật và tốn không ít xương máu.

### Sau năm 1945

Cửa Ông sau giải phóng

Sau Cách mạng tháng Tám năm 1945, Việt Nam giành độc lập, bước sang giai đoạn dân chủ hiện đại. Chính quyền nhân dân được thiết lập trên toàn bộ địa bàn tỉnh Quảng Yên. Gần một năm sau ngày tổng khởi nghĩa, Hải Ninh mới hoàn thành về cơ bản việc giành chính quyền trong tỉnh. Trừ hai huyện Hà Cối, Ba Chẽ và quần đảo Cô Tô lúc này còn bị tàn quân Pháp và bọn phỉ chiếm đóng, tất cả các huyện, thị xã còn lại trong tỉnh đã được giải phóng và có chính quyền cách mạng của nhân dân.
Để thống nhất chỉ đạo kháng chiến, ngày 31 tháng 3 năm 1947, liên tỉnh Quảng Hồng được thành lập bao gồm tỉnh Quảng Yên, đặc khu Hòn Gai và các huyện Thủy Nguyên, Chí Linh, Nam Sách, Kinh Môn, Đông Triều. Tháng 8 năm 1947, phần lớn địa bàn hai huyện Sơn Động, Lục Ngạn thuộc tỉnh Bắc Giang được sáp nhập vào liên tỉnh Quảng Hồng. Ngày 16 tháng 12 năm 1948, Ủy ban kháng chiến hành chính Liên khu I đã quyết định tách tỉnh Quảng Hồng thành tỉnh Quảng Yên và Đặc khu Hòn Gai.
Với sự phối hợp chặt chẽ giữa đấu tranh vũ trang với đấu tranh chính trị và binh vận, quân và dân Hải Ninh, Quảng Yên, Hòn Gai đã làm tan rã một mảng lớn lực lượng vũ trang của địch trên chiến trưòng Đông Bắc, góp phần đáng kể vào thắng lợi to lớn của chiến cuộc đông - xuân 1953 - 1954 mà đỉnh cao là Chiến dịch Điện Biên Phủ, góp phần đập tan ý chí xâm lược của thực dân Pháp, giải phóng hoàn toàn miền Bắc, lập lại hòa bình ở Đông Dương. Ngày 22 tháng 2 năm 1955, theo sắc lệnh của Chủ tịch nước, khu Hồng Quảng gồm đặc khu Hồng Gai và tỉnh Quảng Yên (trừ các huyện Sơn Động, Kinh Môn, Nam Sách, Chí Linh nhập về Hải Dương và Bắc Giang) đã được thành lập. Khu ủy Hồng Quảng đã phát động phong trào đấu tranh chống địch vi phạm Hiệp định Giơ-ne-vơ, chuẩn bị tiếp quản vùng mỏ, đưa lực lượng vào thị xã Quảng Yên làm nhiệm vụ. Ngày 22 tháng 4 năm 1955, bộ đội ta tiếp quản các thị xã Quảng Yên, Cửa Ông, Cẩm Phả trong không khí tưng bừng náo nhiệt của nhân dân.
Ngày 24 tháng 4, tên lính viễn chinh Pháp cuối cùng đã bước xuống khoang của chiếc tàu há mồm rời bến Bài Cháy. Tiếp theo đó, Đại đội 915 của khu đội Hồng Quảng đã tiến vào tiếp quản thắng lợi đảo Bạch Long Vĩ. Mảnh đất cuối cùng của khu Hồng Quảng đã được hoàn toàn giải phóng. Cuộc kháng chiến chống thực dân Pháp của quân và dân Quảng Ninh đã kết thúc thắng lợi. Ngày 25 tháng 4, tại thị xã Hòn Gai, quân dân Hồng Quảng mít tinh trọng thể mừng giải phóng.
Để triển khai nghị quyết Đại hội Đảng toàn quốc lần thứ III, từ năm 1961 đến năm 1965, Đảng bộ khu Hồng Quảng và Đảng bộ tỉnh Hải Ninh đã trải qua hai kỳ đại hội. Đó là Đại hội đại biểu lần thứ V (kỳ II) từ ngày 16-1 đến ngày 2-2-1961 và lần thứ VI từ ngày 10-6 đến ngày 16-6-1963 của Đảng bộ Hải Ninh; Đại hội đại biểu lần thứ I (kỳ 10) từ ngày 31-1 đến ngày 9-2-1961 và Đại hội Đại biểu lần thứ II từ ngày 11-9 đến ngày 16-9-1963 của Đảng bộ Hồng Quảng.
Ngày 30 tháng 10 năm 1963 với nền tảng là khu Hồng Quảng và tỉnh Hải Ninh, chính phủ Việt Nam Dân chủ Cộng hòa thành lập tỉnh Quảng Ninh, theo cách đặt của Chủ tịch Hồ Chí Minh, tên tỉnh là ghép tên của hai tỉnh Quảng Yên và Hải Ninh cũ; thị xã Móng Cái chuyển thành huyện Móng Cái. Diện tích của toàn tỉnh Quảng Ninh là 8.239,243 km². Khi hợp nhất, tỉnh Quảng Ninh có 14 đơn vị hành chính gồm 3 thị xã: thị xã Hồng Gai (tỉnh lị), thị xã Cẩm Phả, thị xã Uông Bí và 11 huyện: Ba Chẽ, Bình Liêu, Cẩm Phả, Đầm Hà, Đình Lập, Đông Triều, Hà Cối, Hoành Bồ, Móng Cái, Tiên Yên, Yên Hưng. Từ ngày 1-1-1964, tỉnh Quảng Ninh đi vào hoạt động chính thức, tạo thành một thể liên hoàn cả vể chính trị, kinh tế, quân sự, phát huy được sức mạnh tổng hợp của vùng Đông Bắc rộng lớn của Tổ quốc. Đó là những dấu mốc rất quan trọng để giai cấp công nhân và nhân dân các dân tộc Quảng Ninh bước vào thời kỳ cách mạng mới.
Công cuộc xây dựng chủ nghĩa xã hội đang trên đà phát triển thì nhân dân ta lại phải đối phó với cuộc chiến tranh phá hoại của đế quốc Mỹ. Bị thua đau trong cuộc chiến tranh xâm lược ở miền Nam, ngày 5-8-1964, đế quốc Mỹ đã cho máy bay và tàu chiến ném bom và bắn phá miền Bắc, trong đó có Quảng Ninh. Dưới sự lãnh đạo của các cấp ủy Đảng, quân và dân Quảng Ninh đã chuẩn bị sẵn sàng, kịp thời đập tan cuộc chiến tranh phá hoại của kẻ thù. Với khẩu hiệu "Tay cày tay súng", "Tay búa tay súng", "Quyết tâm đánh thắng giặc Mỹ xâm lược", nhân dân Quảng Ninh bất chấp bom đạn ác liệt, vừa sản xuất tốt, vừa chiến đấu giành thắng lợi, bảo vệ và ổn định đời sống nhân dân.
Ngày 4 tháng 6 năm 1969, hợp nhất 2 huyện Đầm Hà và Hà Cối thành huyện Quảng Hà. Ngày 29 tháng 12 năm 1978, chuyển huyện Đình Lập về tỉnh Lạng Sơn vừa được tái lập quản lý. Ngày 18 tháng 1 năm 1979, huyện Móng Cái đổi tên thành huyện Hải Ninh. Ngày 27 tháng 12 năm 1993, Chính phủ bàn hành Nghị định số 102/CP, thành phố Hạ Long được chính thức thành lập trên cơ sở thị xã Hồng Gai. Ngày 23 tháng 3 năm 1994, đổi tên huyện Cẩm Phả thành huyện Vân Đồn; tách quần đảo Cô Tô khỏi huyện Cẩm Phả để thành lập huyện Cô Tô. Ngày 20 tháng 7 năm 1998, Thủ tướng Chính phủ ra Nghị định số 52/1998/NĐ-CP, thành lập lại thị xã Móng Cái trên cơ sở toàn bộ diện tích tự nhiên và dân số của huyện Hải Ninh. Ngày 29 tháng 8 năm 2001, huyện Quảng Hà được tách thành 2 huyện: Đầm Hà và Hải Hà (tức huyện Hà Cối trước đây).
Ngày 24 tháng 9 năm 2008, Chính phủ ban hành Nghị định 03/NĐ-CP thành lập thành phố Móng Cái trên cơ sở toàn bộ diện tích tự nhiên và dân số của thị xã Móng Cái. Ngày 25 tháng 2 năm 2011, Chính phủ ban hành Nghị quyết số 12/NQ-CP thành lập thành phố Uông Bí trên cơ sở toàn bộ diện tích tự nhiên và dân số của thị xã Uông Bí. Ngày 25 tháng 11 năm 2011, Chính phủ ban hành Nghị quyết số 100/NQ-CP tái lập thị xã Quảng Yên trên cơ sở toàn bộ diện tích tự nhiên và dân số của huyện Yên Hưng . Ngày 21 tháng 2 năm 2012, Chính phủ ban hành Nghị quyết số 04/NQ-CP thành lập thành phố Cẩm Phả thuộc trên cơ sở toàn bộ diện tích tự nhiên, dân số và các đơn vị hành chính trực thuộc của thị xã Cẩm Phả. Ngày 11 tháng 3 năm 2015, Ủy ban thường vụ Quốc hội ban hành Nghị quyết số 891/NQ-UBTVQH13 thành lập thị xã Đông Triều trên cơ sở toàn bộ diện tích tự nhiên và dân số của huyện Đông Triều.
Ngày 17 tháng 12 năm 2019, Ủy ban thường vụ Quốc hội ban hành Nghị quyết số 837/NQ-UBTVQH14 về việc sắp xếp các đơn vị hành chính cấp huyện, cấp xã thuộc tỉnh Quảng Ninh (nghị quyết có hiệu lực từ ngày 1 tháng 1 năm 2020). Theo đó, sáp nhập toàn bộ diện tích và dân số của huyện Hoành Bồ vào thành phố Hạ Long. Ngày 28 tháng 9 năm 2024, Ủy ban Thường vụ Quốc hội ban hành Nghị quyết số 1199/NQ-UBTVQH15 về việc sắp xếp đơn vị hành chính cấp huyện, cấp xã của tỉnh Quảng Ninh giai đoạn 2023 – 2025 (nghị quyết có hiệu lực từ ngày 1 tháng 11 năm 2024). Theo đó, thành lập thành phố Đông Triều thuộc tỉnh Quảng Ninh trên cơ sở toàn bộ diện tích tự nhiên và dân số của thị xã Đông Triều. Tỉnh Quảng Ninh có 5 thành phố, 1 thị xã và 7 huyện như hiện nay.

## Kinh tế

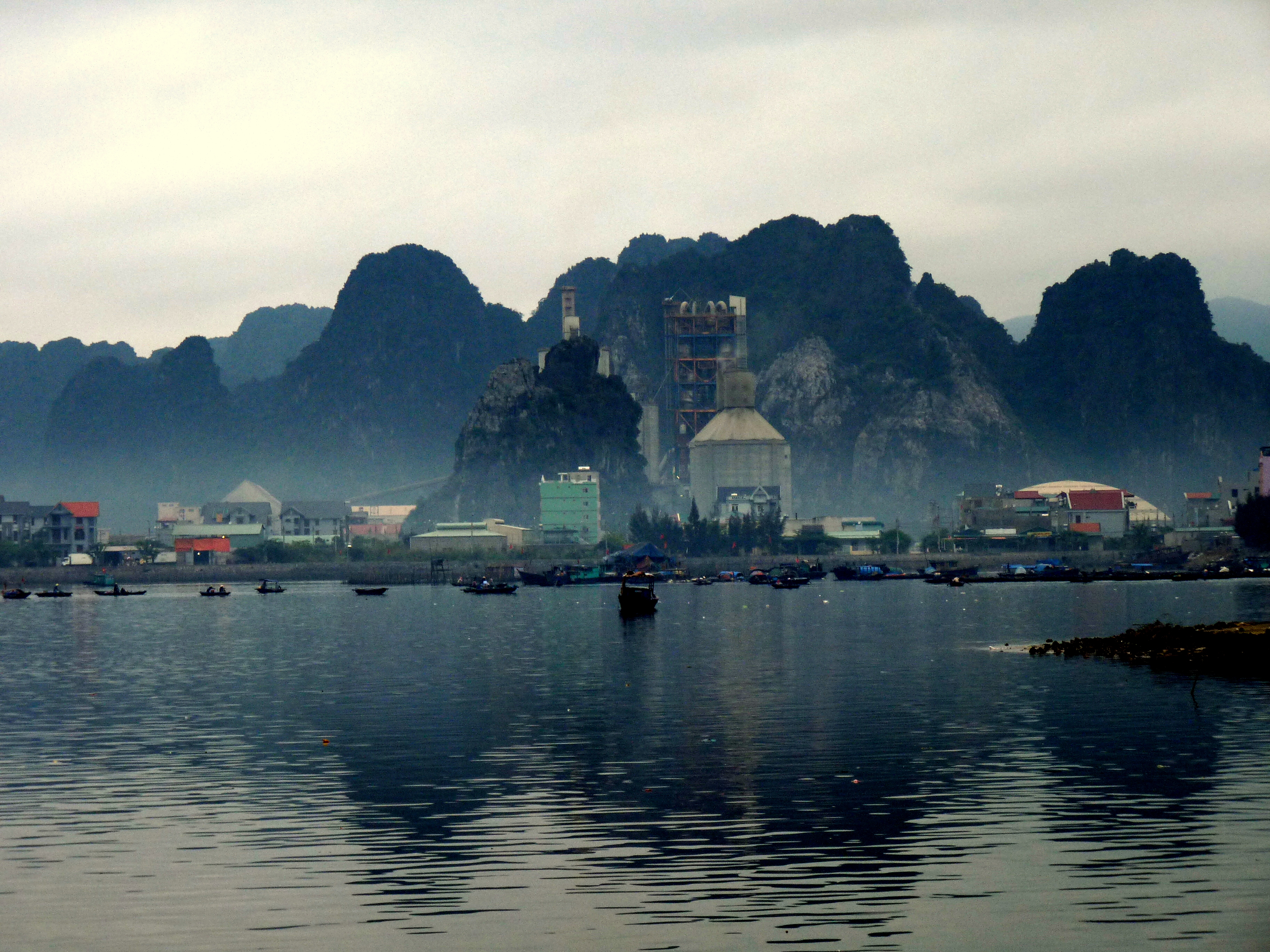
Nhà máy xi măng Cẩm Phả

Quảng Ninh là một trọng điểm kinh tế, một đầu tàu của vùng kinh tế trọng điểm phía bắc đồng thời là một trong bốn trung tâm du lịch lớn của Việt Nam với di sản thiên nhiên thế giới vịnh Hạ Long đã hai lần được UNESCO công nhận về giá trị thẩm mĩ và địa chất, địa mạo. Quảng Ninh hội tụ những điều kiện thuận lợi cho phát triển kinh tế - xã hội quan trọng trong tiến trình công nghiệp hóa, hiện đại hóa đất nước. Quảng Ninh có nhiều khu kinh tế. Trung tâm thương mại Móng Cái là đầu mối giao thương giữa hai nước Việt Nam - Trung Quốc và các nước trong khu vực. Từ năm 2017 tới 2022, Quảng Ninh là tỉnh liên tục 6 lần có chỉ số năng lực cạnh tranh cấp tỉnh PCI đứng thứ 1 ở Việt Nam.
Năm 2018, tốc độ tăng trưởng của tỉnh đạt 11,1%; thu nhập bình quân đầu người đạt 5110 USD (gấp hơn gần 2 lần bình quân chung cả nước); tiếp tục đứng trong nhóm 7 địa phương dẫn đầu cả nước về thu ngân sách với tổng thu ước đạt trên 40.500 tỷ đồng trong đó thu nội địa đạt 30.500 tỷ đồng đứng thứ 4 toàn quốc; thực hiện tiết kiệm triệt để nguồn chi thường xuyên, tăng chi cho đầu tư phát triển với tỷ trọng trên 64% tổng chi ngân sách; tổng vốn đầu tư toàn xã hội đạt trên 67.600 tỷ đồng. Lương bình quân của lao động trong tỉnh ở các ngành chủ lực như than, điện, cảng biển, cửa khẩu và du lịch đều ở mức cao.

### Công nghiệp khai khoáng
Là trung tâm lớn nhất Việt Nam về tài nguyên than đá, công nghiệp điện, cơ khí, xi măng, vật liệu xây dựng, Quảng Ninh có số lượng công nhân mỏ đông nhất cả nước, là thị trường đầy tiềm năng cho các nhà cung cấp, phân phối hàng hóa.  
Là một tỉnh có nguồn tài nguyên khoáng sản, về trữ lượng than trên toàn Việt Nam thì riêng Quảng Ninh đã chiếm tới 95%, đứng đầu khu vực Đông Nam Á. Nguyên liệu sản xuất vật liệu xây dựng, cung cấp vật tư, nguyên liệu cho các ngành sản xuất trong nước và xuất khẩu, đóng góp quan trọng cho sự phát triển kinh tế, tăng trưởng GDP của tỉnh. Quảng Ninh còn là trung tâm nhiệt điện của cả nước với sản lượng nhiệt điện chiếm 15% và xi măng chiếm 14% của cả nước.

### Các khu công nghiệp
| Danh sách các khu công nghiệp, khu kinh tế trên địa bàn tỉnh Quảng Ninh | Danh sách các khu công nghiệp, khu kinh tế trên địa bàn tỉnh Quảng Ninh | Danh sách các khu công nghiệp, khu kinh tế trên địa bàn tỉnh Quảng Ninh | Danh sách các khu công nghiệp, khu kinh tế trên địa bàn tỉnh Quảng Ninh |
| STT                                                                     | Tên                                                                     | Diện tích                                                               | Địa chỉ                                                                 |
| ----------------------------------------------------------------------- | ----------------------------------------------------------------------- | ----------------------------------------------------------------------- | ----------------------------------------------------------------------- |
| 1                                                                       | Khu công nghiệp Cái Lân                                                 | 245 ha                                                                  | QL18A, phường Bãi Cháy, TP. Hạ Long                                     |
| 2                                                                       | Khu công nghiệp Việt Hưng                                               | 150 ha (giai đoạn 1)                                                    | Phường Việt Hưng, TP. Hạ Long                                           |
| 3                                                                       | Khu công nghiệp phụ trợ ngành than                                      | 400 ha                                                                  | Phường Mông Dương, TP. Cẩm Phả                                          |
| 4                                                                       | Khu công nghiệp Hải Yên                                                 | 182,42 ha                                                               | Phường Hải Yên, TP. Móng Cái                                            |
| 5                                                                       | Khu công nghiệp Phương Nam                                              | 62,65 ha                                                                | Phường Phương Nam, TP. Uông Bí                                          |
| 6                                                                       | Khu công nghiệp Đông Triều                                              | 150 ha                                                                  | Xã Hồng Thái Đông, TP. Đông Triều                                       |
| 7                                                                       | Khu công nghiệp Đông Mai                                                | 167,86 ha                                                               | P. Đông Mai, Quảng Yên                                                  |
| 8                                                                       | Khu công nghiệp Việt Hưng                                               | 301 ha                                                                  | P. Việt Hưng, TP. Hạ Long                                               |
| 9                                                                       | Khu công nghiệp Hải Hà                                                  | 4988 ha                                                                 | Thị trấn Quảng Hà - Hải Hà                                              |
| 10                                                                      | Khu công nghiệp ven biển Tiền Phong                                     | Đang thiết lập                                                          | xã Tiền Phong,thị xã Quảng Yên                                          |

### Thương mại
Quảng Ninh là địa bàn có tiềm năng lớn để phát triển hoạt động thương mại dịch vụ, nhất là thương mại qua biên giới và thương mại qua đường biển. Cùng với sự phát triển mạnh mẽ của kinh tế, ngành dịch vụ thương mại ngày càng đóng vai trò quan trọng trong chuyển dịch cơ cấu kinh tế của tỉnh.
Tốc độ tăng trưởng của ngành dịch vụ thương mại đã đạt trung bình trên 13%/năm. Tốc độ tăng trưởng ngành dịch vụ cao hơn tốc độ tăng trưởng kinh tế (GRDP) của tỉnh. Chỉ tính riêng năm 2017, giá trị tăng thêm của khu vực dịch vụ đã đạt 27.610 tỷ đồng, tăng 14,5% so với năm 2016. Tổng mức bán lẻ hàng hóa và doanh thu dịch vụ đạt trên 72.691 tỷ đồng, tăng 20% so với cùng kỳ năm trước.
Những năm gần đây, Quảng Ninh đang nỗ lực tạo bước phát triển đột phá để trở thành tỉnh đi đầu trong cả nước về đổi mới mô hình tăng trưởng, chuyển đổi phương thức phát triển từ "nâu" sang "xanh". Hàng loạt các dự án trọng điểm, các giải pháp sáng tạo trong điều hành đã và đang được triển khai tạo động lực quan trọng giúp Quảng Ninh bứt phá trong phát triển toàn diện và hình thành ngành dịch vụ chuyên nghiệp, chiếm tỉ trọng ngày càng cao trong cơ cấu kinh tế. Theo đó, thương mại nội địa đã có bước phát triển mạnh về chất và được mở rộng ở cả ba khu vực: Thành thị, nông thôn, miền núi. Hệ thống các chợ loại I, loại II, một số trung tâm thương mại, tài chính, ngân hàng phát triển mạnh.
Theo thống kê của Sở Công Thương, đến nay toàn tỉnh có 133 chợ (trong đó: 22 chợ hạng 1, 23 chợ hạng 2 và 88 chợ hạng 3). Cơ bản các chợ hạng 1 đã được đầu tư xây dựng kiên cố, chợ hạng 2 có 20 chợ đã được đầu tư xây dựng kiên cố, chợ hạng 3 có 40 chợ đã được đầu tư xây dựng kiên cố. Tổng số điểm kinh doanh tại các chợ là 26.240 điểm, trong đó điểm kinh doanh của người Trung Quốc tại các chợ biên giới, chợ cửa khẩu là 1.043 điểm. Hoạt động kinh doanh của các chợ tương đối ổn định, hàng hóa đa dạng, phong phú. Công tác tuyên truyền cho các hộ kinh doanh được chú trọng nên thái độ phục vụ của các hộ kinh doanh có nhiều chuyển biến tích cực.
Bên cạnh việc đầu tư nâng cấp các chợ truyền thống thì hệ thống các siêu thị, trung tâm thương mại trên địa bàn tỉnh đã được tăng cường. Để thu hút đầu tư vào lĩnh vực này, tỉnh đã tạo điều kiện tối đa về mặt bằng, về thủ tục hành chính và luôn đồng hành cùng nhà đầu tư trong suốt quá trình triển khai dự án. Tính đến thời điểm hiện tại, trên địa bàn tỉnh có 27 siêu thị (6 siêu thị hạng I, 4 siêu thị hạng II, 17 siêu thị hạng III; 16 siêu thị chuyên doanh và 11 siêu thị tổng hợp) và 5 trung tâm thương mại đang hoạt động.
Cùng với đó, trên địa bàn tỉnh đã hình thành hệ thống hơn 30 trung tâm, cửa hàng, điểm giới thiệu sản phẩm OCOP và hầu hết sản phẩm OCOP của tỉnh đã được trưng bày, giới thiệu tại các địa điểm này. Nhiều sản phẩm OCOP của tỉnh không những được người tiêu dùng trong và ngoài tỉnh biết đến mà còn được du khách nước ngoài quan tâm, biết đến, như: Đồ gốm sứ Quang Vinh, ngọc trai Hạ Long, ghẹ lột Móng Cái...
| Danh sách các chợ trung tâm trên địa bàn Quảng Ninh | Danh sách các chợ trung tâm trên địa bàn Quảng Ninh | Danh sách các chợ trung tâm trên địa bàn Quảng Ninh                                   |
| STT                                                 | Tên                                                 | Địa chỉ                                                                               |
| --------------------------------------------------- | --------------------------------------------------- | ------------------------------------------------------------------------------------- |
| 1                                                   | Chợ Hạ Long 1                                       | Vạn Xuân, P. Bạch Đằng, TP. Hạ Long                                                   |
| 2                                                   | Chợ Hạ Long 2                                       | Tô Hiến Thành, P. Yết Kiêu, TP. Hạ Long                                               |
| 3                                                   | Chợ Hạ Long 3                                       | Tổ 3, khu 8, P. Hồng Hải, TP. Hạ Long                                                 |
| 4                                                   | Chợ Bãi Cháy                                        | Mạc Đĩnh Chi, P. Bãi Cháy, TP. Hạ Long                                                |
| 5                                                   | Chợ Cái Dăm                                         | Tiên Ông, P. Bãi Cháy, TP. Hạ Long                                                    |
| 6                                                   | Chợ đêm Hạ Long                                     | Đại lộ Hạ Long Marine, P. Hùng Thắng, TP. Hạ Long                                     |
| 7                                                   | Chợ Cẩm Đông                                        | Bà Triệu, P. Cẩm Đông, TP. Cẩm Phả                                                    |
| 8                                                   | Chợ Trung tâm Móng Cái                              | TP. Móng Cái                                                                          |
| 9                                                   | Chợ Trung tâm Uông Bí                               | Quang Trung, P. Quang Trung, TP. Uông Bí                                              |
| 10                                                  | Chợ Mạo Khê                                         | Hoàng Hoa Thám, P. Mạo Khê, TP. Đông Triều                                            |
| 11                                                  | Chợ Rừng                                            | phố Lê Lợi, phường Quảng Yên, TX. Quảng Yên                                           |
| 12                                                  | Chợ Trung tâm Hải Hà                                | Huyện Hải Hà                                                                          |
| 13                                                  | Chợ Địa Chất                                        | Đường Tô Hiệu (cạnh đường Lê Thanh Nghị và đường Trần Phú), P. Cẩm Trung, TP. Cẩm Phả |

## Xã hội

### Dân cư
Năm 2019, dân số tỉnh Quảng Ninh đạt 1.324.800 người, với diện tích 6178,2 km² thì mật độ dân số là 214 người/km². Trong đó dân số sống tại thành thị là 853.700 người, chiếm 64,4% dân số toàn tỉnh. Quảng Ninh hiện là một trong số các địa phương có mức độ đô thị hóa cao nhất Việt Nam, vượt xa cả thủ đô Hà Nội. Tại Quảng Ninh, dân số nam đông hơn dân số nữ. Tỉnh này cũng là tỉnh có tỷ số giới tính giữa nam trên nữ cao nhất khi xét chung với vùng đồng bằng sông Hồng, với 103,5 nam trên mỗi 100 nữ.

### Tôn giáo
Quảng Ninh là một vùng đất có nền văn hoá lâu đời. Văn hoá Hạ Long đã được ghi vào lịch sử như một mốc tiến hoá của người Việt. Cũng như các địa phương khác, cư dân sống ở Quảng Ninh cũng có những tôn giáo, tín ngưỡng để tôn thờ:
Đạo Phật đến với vùng đất này rất sớm. Trước khi vua Trần Thái Tông (1225-1258) đến với đạo Phật ở núi Yên Tử thì đã có nhiều các bậc chân tu nối tiếp tu hành ở đó. Vua Trần Nhân Tông (1279-1293) chọn Yên Tử là nơi xuất gia tu hành và lập nên dòng Thiền trúc Lâm ở Việt Nam. Thế kỷ XIV, khu Yên Tử và Quỳnh Lâm (Đông Triều) là trung tâm của Phật giáo Việt Nam, đào tạo tăng ni cho cả nước. Nhiều thế kỷ sau đó, Đạo Phật vẫn tiếp tục duy trì với hàng trăm ngôi chùa ở Quảng Ninh, trong đó có những ngôi chùa nổi tiếng như chùa Lôi Âm, chùa Long Tiên (Hạ Long), chùa Cái Bầu (Vân Đồn), Linh Khánh (Trà Cổ - Móng Cái), Ba Vàng (Uông Bí), Hồ Thiên (Đông Triều), Linh Quang (Quan Lạn)...
Những người tôn thờ các tôn giáo khác cũng có nhưng không đông như tín đồ Đạo Phật. Tính đến ngày 1 tháng 4 năm 2019, toàn tỉnh Quảng Ninh có 6 tôn giáo khác nhau chiếm 89.455 người, trong đó, nhiều nhất là Công giáo có 44.330 người (hiện có 27 nhà thờ Kitô giáo của 9 xứ thuộc 41 họ đạo nằm ở 8 huyện, thị xã, thành phố), Phật giáo có 44.278 người, Đạo Tin Lành có 552 người, Đạo Cao Đài có 87 người, Hồi Giáo có bảy người, ít nhất là Tịnh độ cư sĩ Phật hội Việt Nam có một người. Tín ngưỡng phổ biến nhất đối với cư dân sống ở Quảng Ninh là thờ cúng tổ tiên, thờ các vị tướng lĩnh nhà Trần có công với dân với nước, các vị Thành Hoàng, các vị thần (sơn thần, thủy thần), thờ các mẫu (Mẫu Liễu Hạnh, Mẫu Thượng Ngàn, Mẫu Thoải).

### Ẩm thực
Các đặc sản, ẩm thực địa phương trong tỉnh như: hải sản Quảng Ninh, hải sản khô, miến dong Bình Liêu, bánh chưng cơm lông Hải Hà, bánh gật gù Tiên Yên, ba kích tím, nộm sứa Cô Tô, bánh ngải Bình Liêu, vải thiều Bình Khê, rượu mơ Yên Tử, chả mực giã tay Hạ Long, cam bản Sen, phở xào Bình Liêu, nem chua - chạo Quảng Yên, bánh tro Phong Cốc, măng trúc Yên Tử, rượu ba kích tím Đầm Hà, cá ngần nấu chua, sá sùng Quan Lạn, khâu nhục Tiên Yên, gà đen Bình Liêu, mật ong rừng, gỏi hải sản, na dai Đông Triều, giò lợn Móng Cái, chè Hà Cối, rượu ngán Hạ Long, bánh bạc đầu, hoa hồi Đồng Văn, xôi chả mực, củ cải khô Đầm Hà, dưa chua úp thảm Tiên Yên, bánh giầy Hà Nam, ruốc lỗ Hoành Bồ, canh hà Quảng Yên, chè lam Yên Tử, trứng vịt biển Đồng Rui, xôi ngũ sắc người Dao, trám đen Bình Liêu, bánh cuốn chả mực, nước mắm Quan Lạn, rươi Đông Triều, quế, bánh cooc mò Bình Liêu, cu kỳ Móng Cái, bún tươi Hiệp Hòa, cà ra Đồn Đạc, măng ớt Yên Tử, gà Tiên Yên, bánh tài lồng ệp, rượu chua Bằng Cả, ốc xào tương ớt, trà hoa vàng Ba Chẽ, cà sáy Tiên Yên.

### Nghệ thuật
Quảng Ninh là nơi sản sinh và nuôi dưỡng rất nhiều các tài năng nghệ thuật, đặc biệt là trong lĩnh vực âm nhạc. Có thể kể đến các nghệ sĩ thế hệ đầu như Nghệ sĩ ưu tú Dương Phú, Nghệ sĩ Nhân dân Lê Dung, Nghệ sĩ Nhân dân Quang Thọ, Nghệ sĩ ưu tú Đức Long và sau này là Hồ Quỳnh Hương, Ngọc Anh, Bích Phương, Kim Tiểu Phương, Masew, Hoàng Thái, Hà Hoài Thu, Hoàng Tùng, Tô Minh Thắng, Trang Nhung, Hồng Chinh, Đen Vâu, nhạc sĩ Huy Tuấn,Nhạc sĩ Đỗ Hòa An,Nhạc sĩ Vũ Việt Hồng, theo phong cách âm nhạc hiện đại có ca sĩ JSOL diễn viên NSƯT Hồ Phong, người mẫu Nguyễn Oanh, Nguyễn Hợp v.v..
Đoàn Chèo Quảng Ninh là đơn vị nghệ thuật chèo chuyên nghiệp thuộc chiếng chèo Đông. Chèo Quảng Ninh hiện được đưa vào khai thác du lịch.

### Giáo dục
Trên địa bàn tỉnh hiện có 660 cơ sở giáo dục từ mầm non đến đại học, trong đó: 218 trường mầm non, 179 trường tiểu học, 1 trường liên cấp mầm non - tiểu học, 186 trường trung học cơ sở, 59 trường có cấp trung học phổ thông, 13 trung tâm GDNN- GDTX cấp huyện, 1 trung tâm HN-GDTX tỉnh, 2 trường đại học, 1 phân hiệu đại học. Với hệ thống trường học như vậy, nền giáo dục trong địa bàn Tỉnh Quảng Ninh góp phần đạt phổ cập giáo dục các cấp bậc học trong những năm tới. Cùng với đó, ngành giáo dục cũng đã triển khai thực hiện tốt các nhiệm vụ chuyên môn theo đúng kế hoạch, nhiệm vụ năm học, duy trì kết quả đã đạt được. Đáng chú ý, kết quả phổ cập giáo dục, xóa mù chữ được duy trì, giữ vững và nâng cao chất lượng. Năm 2017, toàn tỉnh có 100% đơn vị cấp xã đạt chuẩn phổ cập giáo dục, xóa mù chữ. Trong đó, phổ cập giáo dục mầm non cho trẻ 5 tuổi đạt chuẩn 100%; phổ cập giáo dục tiểu học đạt chuẩn mức độ 1 là 0,5%, mức độ 2 là 6%, mức độ 3 là 93,5%; phổ cập giáo dục THCS đạt chuẩn mức độ 1 là 9,7%, mức độ 2 là 31,7%, mức độ 3 là 58,6%.
Tính đến ngày 15/6/2018, tỷ lệ trường chuẩn quốc gia đạt 80,87% (520/643 trường, trong đó: THPT có 37 trường; THCS có 144 trường; tiểu học có 161 trường; mầm non có 178 trường). Tỷ lệ phòng học kiên cố đạt 91,18%..
Quảng Ninh có 1 trường THPT Chuyên là THPT Chuyên Hạ Long, các trường có lớp chuyên khác bao gồm THPT Hòn Gai (Hạ Long) và THPT Trần Phú (Móng Cái).
Tỉnh có nhiều học sinh giỏi tham dự nhiều kỳ thi và các cuộc thi của quốc gia và quốc tế, nổi bật là cuộc thi đường lên đỉnh Olympia với 3 thí sinh từng đạt vô địch năm 12, 18 và 21 là Đặng Thái Hoàng, Nguyễn Hoàng Cường và Nguyễn Hoàng Khánh.
| STT | Tên trường                                      | Địa chỉ                                                                           | Website/ SĐT                                 |
| --- | ----------------------------------------------- | --------------------------------------------------------------------------------- | -------------------------------------------- |
| 1   | Trường Đại học Công nghiệp Quảng Ninh (QNUI)    | Yên Thọ, TP. Đông Triều                                                           | qui.edu.vn 0203.3871.292                     |
| 2   | Trường Đại học Hạ Long (UHL)                    | Cơ sở 1: Số 258, P. Nam Khê, TP. Uông Bí Cơ sở 2: Số 58, P. Hồng Hải, TP. Hạ Long | daihochalong.edu.vn 0203.3850 304            |
| 3   | Trường ĐH Ngoại thương (Cơ sở 3) (FTU - 3)      | 260 Bạch Đằng, Nam Khê, TP. Uông Bí                                               | http://csquangninh.ftu.edu.vn/ 0203 3567 089 |
| 4   | Trường Đại học Mỏ - Địa chất (Cơ sở Quảng Ninh) | Km 12, phường Quang Hanh, Cẩm Phả                                                 | (033) 3869 186                               |
| 5   | Trường Cao đẳng Công nghiệp Cẩm Phả             | 78 Nguyễn Văn Trỗi, Cẩm Thuỷ, TP. Cẩm Phả                                         | 0203 3862 091                                |
| 6   | Trường Cao đẳng Công nghiệp và Xây dựng         | Phương Đông, TP. Uông Bí                                                          | 0203 3854 497                                |
| 7   | Trường Cao đẳng Nông lâm Đông Bắc               | Mạc Đăng Dung, Biểu Nghi, TX. Quảng Yên                                           | 0203 3686 800                                |
| 8   | Trường Cao đẳng Y tế Quảng Ninh                 | Hải Sơn, Hồng Hải, TP. Hạ Long                                                    | 0203 3837 977                                |
| 9   | Trường Cao đẳng Than – Khoáng sản Việt Nam      | Số 8 - Chu Văn An - Phường Hồng Hải - Thành Phố Hạ Long - Tỉnh Quảng Ninh         | http://caodangtkv.edu.vn/                    |

### Y tế
Quảng Ninh có hệ thống cơ sở vật chất của ngành y tế được đầu tư đáp ứng yêu cầu khám chữa bệnh của người dân và các du khách trong và ngoài nước. Tính đến năm 2010, toàn tỉnh Quảng Ninh có 15 bệnh viện, 09 phòng khám đa khoa khu vực, 10 trung tâm y tế tuyến tỉnh, 14 trung tâm y tế tuyến huyện, 186 trạm y tế xã, phường. Trong đó, Đội ngũ bác sĩ, y sĩ rất chuyên nghiệp với 02 tiến sĩ y học, 53 thạc sĩ y học, 24 bác sĩ chuyên khoa II, 218 bác sĩ chuyên khoa I, 437 bác sĩ, 478 y sĩ, 109 kỹ thuật viên, 960 điều dưỡng viên, 225 nữ hộ sinh, 43 dược sĩ đại học, 99 dược sĩ trung học và 982 cán bộ chuyên môn khác. Năm 2015 đạt tỷ lệ 42,3 giường bệnh trên 10.000 dân, cao gần gấp 2 lần trung bình cả nước, đạt tỷ lệ 12,26 bác sĩ trên 10.000 dân, cao hơn trung bình cả nước gần 1,6 lần.
Năng lực hệ thống y tế dự phòng Quảng Ninh được xếp vào top đầu toàn quốc. Các chương trình mục tiêu quốc gia về y tế, VSATTP, DS-KHHGĐ và phòng, chống HIV/AIDS được thực hiện đồng bộ hiệu quả. Tỉnh cơ bản đã hoàn thành mục tiêu 100% xã, phường, thị trấn đạt Bộ tiêu chí Quốc gia về y tế xã giai đoạn 2011-2020, về đích trước 5 năm so với quy định của Bộ Y tế.
Các bệnh viện tuyến tỉnh, tuyến huyện đã thực hiện được nhiều kỹ thuật của tuyến trên, nhiều kỹ thuật khó, chuyên sâu:
- Bệnh viện Đa khoa tỉnh: thay khớp gối, khớp háng, đốt sống cổ; mổ u rễ thần kinh dưới kính vi phẫu thuật chấn thương, vết thương mạch máu ngoại vi; gây mê hồi sức trong mổ bệnh nhân đa chấn thương; mổ lấy máu tụ trong não; nội soi khớp gối; chụp động mạch vành qua da; can thiệp và đặt stent động mạch vành; đặt máy tạo nhịp tim vĩnh viễn; phẫu thuật tim hở; thay van động mạch chủ, thay van hai lá, sửa các van tim và các lỗ thông liên thất.[52]
- Bệnh viện Bãi Cháy: đặt máy tạo nhịp tim vĩnh viễn; chụp, can thiệp mạch vành; phẫu thuật nội sôi cắt thùy dưới phổi với gây mê nội khí quản hai nòng; phẫu thuật cắt gan phải; triển khai xạ trị cho bệnh nhân ung thư;...[53]
- Bệnh viện Sản Nhi tỉnh: lọc máu cho trẻ sơ sinh; nội soi phẫu thuật phình đại tràng; nội soi khí phế quản; nội soi cắt lách; điều trị vô sinh, hiếm muộn bằng bơm tinh trùng vào buồng tử cung; gây tê ngoài màng cứng; thụ tinh trong ống nghiệm;...[53]
- Lĩnh vực cận lâm sàng, các đơn vị y tế trong tỉnh cũng thực hiện nhiều kỹ thuật khó, như: Realtime PCR định lượng máu; đo tải lượng vi rút viêm gan B (HBV); định lượng Prealbumin trong máu; định tính các chất ma tuý tổng hợp... Hệ dự phòng đã định lượng được độc tố nấm aflatoxin trong thực phẩm; xét nghiệm Realtime PCR các bệnh tả, sốt xuất huyết, bạch hầu, ho gà...[53]
- Nhiều bệnh viện tuyến huyện như Vân Đồn, Móng Cái, Đông Triều... đã triển khai thêm những kỹ thuật tuyến tỉnh như: Phẫu thuật nội soi ổ bụng; kỹ thuật lọc máu chu kỳ; phẫu thuật sọ não; xử lý vết thương tim trong chấn thương; mổ kết hợp xương; chụp cắt lớp vi tính v.v..[53]
- Nhiều ca bệnh khó, phức tạp trước kia phải chuyển tuyến trên nay đã cơ bản được điều trị tại tỉnh, huyện, tạo thuận lợi và giảm đáng kể chi phí cho người bệnh. Đặc biệt, việc triển khai và đưa vào hoạt động các trung tâm, đơn vị chữa trị ung bướu, tim mạch, vô sinh hiếm muộn, tự kỷ... tại các bệnh viện tuyến tỉnh đã góp phần thực hiện thành công một trong những mục tiêu quan trọng của ngành Y tế tỉnh năm qua là "tập trung phát triển chuyên khoa mũi nhọn".[53]

| Danh sách các bệnh viện trên địa bàn tỉnh Quảng Ninh | Danh sách các bệnh viện trên địa bàn tỉnh Quảng Ninh | Danh sách các bệnh viện trên địa bàn tỉnh Quảng Ninh | Danh sách các bệnh viện trên địa bàn tỉnh Quảng Ninh | Danh sách các bệnh viện trên địa bàn tỉnh Quảng Ninh |
| STT                                                  | Tên bệnh viện                                        | Địa chỉ                                              | ĐT                                                   | Website                                              |
| ---------------------------------------------------- | ---------------------------------------------------- | ---------------------------------------------------- | ---------------------------------------------------- | ---------------------------------------------------- |
| 1                                                    | Bệnh viện Đa khoa tỉnh                               | Phố Tuệ Tĩnh, phường Bạch Đằng, TP. Hạ Long          | 0203.3825489 0203.3825499                            |                                                      |
| 2                                                    | Bệnh viện Y dược cổ truyền                           | Đường Nguyễn Văn Cừ, phường Hồng Hà, TP. Hạ Long     | 0203.3838102                                         | Lưu trữ ngày 9 tháng 1 năm 2018 tại Wayback Machine  |
| 3                                                    | Bệnh viện Lao và Phổi                                | Đường Trần Phú, phường Cao Xanh, TP. Hạ Long         | 0203.3825101                                         |                                                      |
| 4                                                    | Bệnh viện Sản Nhi                                    | Quốc lộ 18A, phường Đại Yên, TP. Hạ Long             | 0203.3696568                                         |                                                      |
| 5                                                    | Bệnh viện Bãi Cháy                                   | Đường 279, phường Giếng Đáy, TP. Hạ Long             | 0203.3846566 0203.3646525                            |                                                      |
| 6                                                    | Bệnh viện Phục hồi chức năng                         | 278 Đặng Châu Tuệ, phường Quang Hanh, TP. Cẩm Phả    | 0203.3737963 0203.3735015                            |                                                      |
| 7                                                    | Bệnh viện Bảo vệ sức khỏe tâm thần                   | 14/361 Đặng Châu Tuệ, phường Quang Hanh, TP. Cẩm Phả | 0203.3862671                                         | Lưu trữ ngày 1 tháng 8 năm 2017 tại Wayback Machine  |
| 8                                                    | Bệnh viện Đa khoa Cẩm Phả                            | 371 Trần Phú, phường Cẩm Thành, TP. Cẩm Phả          | 0203.3862245                                         |                                                      |
| 9                                                    | Bệnh viện Đa khoa khu vực Cẩm Phả                    | Đường Trần Phú, phường Cẩm Thịnh, TP. Cẩm Phả        | 0203.3865294                                         |                                                      |
| 10                                                   | Bệnh viện Việt Nam - Thụy Điển Uông Bí               | Đường Tuệ Tĩnh, phường Thanh Sơn, TP. Uông Bí        | 0203.3854037 0203.3854038                            |                                                      |
| 11                                                   | Bệnh viện Đa khoa Quốc tế Vinmec Hạ Long             | 10A Lê Thánh Tông, phường Hòn Gai, TP Hạ Long        | 0203.3828188 0203.3616188                            | Lưu trữ ngày 7 tháng 6 năm 2017 tại Wayback Machine  |

| Danh sách các trung tâm y tế trên địa bàn tỉnh Quảng Ninh | Danh sách các trung tâm y tế trên địa bàn tỉnh Quảng Ninh | Danh sách các trung tâm y tế trên địa bàn tỉnh Quảng Ninh | Danh sách các trung tâm y tế trên địa bàn tỉnh Quảng Ninh | Danh sách các trung tâm y tế trên địa bàn tỉnh Quảng Ninh |
| STT                                                       | Tên trung tâm                                             | Địa chỉ                                                   | ĐT                                                        | Website                                                   |
| --------------------------------------------------------- | --------------------------------------------------------- | --------------------------------------------------------- | --------------------------------------------------------- | --------------------------------------------------------- |
| 1                                                         | Trung tâm Kiểm soát bệnh tật (CDC)                        | 651 Lê Thánh Tông, phường Bạch Đằng, TP. Hạ Long          | 0203.3825449                                              | Lưu trữ ngày 20 tháng 7 năm 2017 tại Wayback Machine      |
| 2                                                         | Trung tâm Y tế TP. Hạ Long                                | 80 Trần Hưng Đạo, TP. Hạ Long                             | 0203.3825277                                              |                                                           |
| 3                                                         | Trung tâm Y tế TP. Cẩm Phả                                | 445 Trần Phú, phường Cẩm Thành, TP. Cẩm Phả               | 0203.3862285                                              |                                                           |
| 4                                                         | Trung tâm Y tế TP. Uông Bí                                | Đường Quang Trung, TP. Uông Bí                            | 0203.3854452                                              |                                                           |
| 5                                                         | Trung tâm Y tế TP. Móng Cái                               | Đường Tuệ Tĩnh, phường Ninh Dương, TP. Móng Cái           | 0203.3884773                                              | Lưu trữ ngày 16 tháng 6 năm 2017 tại Wayback Machine      |
| 6                                                         | Trung tâm Y tế TX. Đông Triều                             | Phường Đức Chính, TP. Đông Triều                          | 0203.3870061                                              | Lưu trữ ngày 25 tháng 6 năm 2017 tại Wayback Machine      |
| 7                                                         | Trung tâm Y tế TX. Quảng Yên                              | Phường Quảng Yên, TX. Quảng Yên                           | 0203.3875255                                              |                                                           |
| 8                                                         | Trung tâm Y tế huyện Vân Đồn                              | Thôn 12, xã Hạ Long, huyện Vân Đồn                        | 0203.3874255                                              |                                                           |
| 9                                                         | Trung tâm Y tế huyện Hoành Bồ                             | Khu 2, thị trấn Trới, huyện Hoành Bồ                      | 0203.3858407                                              | Lưu trữ ngày 23 tháng 9 năm 2017 tại Wayback Machine      |
| 10                                                        | Trung tâm Y tế huyện Tiên Yên                             | Phố Lý Thường Kiệt, thị trấn Tiên Yên, huyện Tiên Yên     | 0203.3876251                                              |                                                           |
| 11                                                        | Trung tâm Y tế huyện Hải Hà                               | 10 Trần Quốc Toản, thị trấn Quảng Hà, huyện Hải Hà        | 0203.3607858                                              |                                                           |
| 12                                                        | Trung tâm Y tế huyện Ba Chẽ                               | Khu 4, thị trấn Ba Chẽ, huyện Ba Chẽ                      | 0203.3888046                                              |                                                           |
| 13                                                        | Trung tâm Y tế huyện Cô Tô                                | Khu 1, thị trấn Cô Tô, huyện Cô Tô                        | 0203.3500008 0203.3889229                                 |                                                           |
| 14                                                        | Trung tâm Y tế huyện Đầm Hà                               | Lỷ A Coỏng, thị trấn Đầm Hà, huyện Đầm Hà                 | 0203.3880059                                              | Lưu trữ ngày 31 tháng 10 năm 2016 tại Wayback Machine     |
| 15                                                        | Trung tâm Y tế huyện Bình Liêu                            | Khu Bình An, thị trấn Bình Liêu, huyện Bình Liêu          | 0203.3878537 0203.3878244                                 |                                                           |
| 16                                                        | Trung tâm Truyền thông giáo dục sức khỏe                  | Phường Bạch Đằng, TP. Hạ Long                             | 0203.3629413                                              |                                                           |
| 17                                                        | Trung tâm Kiểm nghiệm                                     | Đường Lê Thánh Tông, phường Bạch Đằng, TP. Hạ Long        | 0203.3828572                                              |                                                           |
| 18                                                        | Trung tâm Chăm sóc sức khỏe sinh sản                      | Tổ 73, khu 5, phường Bạch Đằng, TP. Hạ Long               | 0203.3825940                                              |                                                           |
| 19                                                        | Trung tâm Phòng chống bệnh xã hội                         | 643 Nguyễn Văn Cừ, phường Hồng Hà, TP Hạ Long             | 0203.3633629                                              | Lưu trữ ngày 22 tháng 7 năm 2017 tại Wayback Machine      |
| 20                                                        | Trung tâm Kiểm dịch y tế quốc tế                          | Khu Lán Bè, phường Bạch Đằng, TP. Hạ Long                 | 0203.3826402                                              |                                                           |
| 21                                                        | Trung tâm Giám định y khoa Quảng Ninh                     | Phường Trần Hưng Đạo, TP. Hạ Long                         | 0203.3825487                                              |                                                           |
| 22                                                        | Trung tâm phòng chống HIV/AIDS                            | Đường Tuệ Tĩnh, Phường Bạch Đằng, TP. Hạ Long             | 0203.3627422                                              | Lưu trữ ngày 26 tháng 6 năm 2017 tại Wayback Machine      |
| 23                                                        | Trung tâm Vận chuyển cấp cứu                              | Đường Lê Thánh Tông, TP. Hạ Long                          | 0203.3825505                                              |                                                           |
| 24                                                        | Trung tâm Pháp y                                          | Phường Trần Hưng Đạo, TP. Hạ Long                         | 0203.3627422                                              |                                                           |

## Du lịch
Quảng Ninh là một trong những trung tâm du lịch hàng đầu Việt Nam, giàu tiềm năng du lịch, sở hữu nhiều danh lam thắng cảnh nổi tiếng. Hoạt động du lịch có bước tăng trưởng ấn tượng trong năm 2017 với gần 10 triệu lượt khách, trong đó khách quốc tế tăng mạnh với 4,3 triệu lượt. Tổng doanh thu du lịch ước đạt gần 18.000 tỷ đồng, đã góp phần tăng tỷ trọng dịch vụ lên 41,2% trong cơ cấu kinh tế. Đăng cai và tổ chức thành công Hội nghị Đối thoại chính sách cao cấp APEC về Du lịch bền vững tạo tiền đề tích cực, sẵn sàng tổ chức Năm Du lịch quốc gia 2018.

### Thắng cảnh

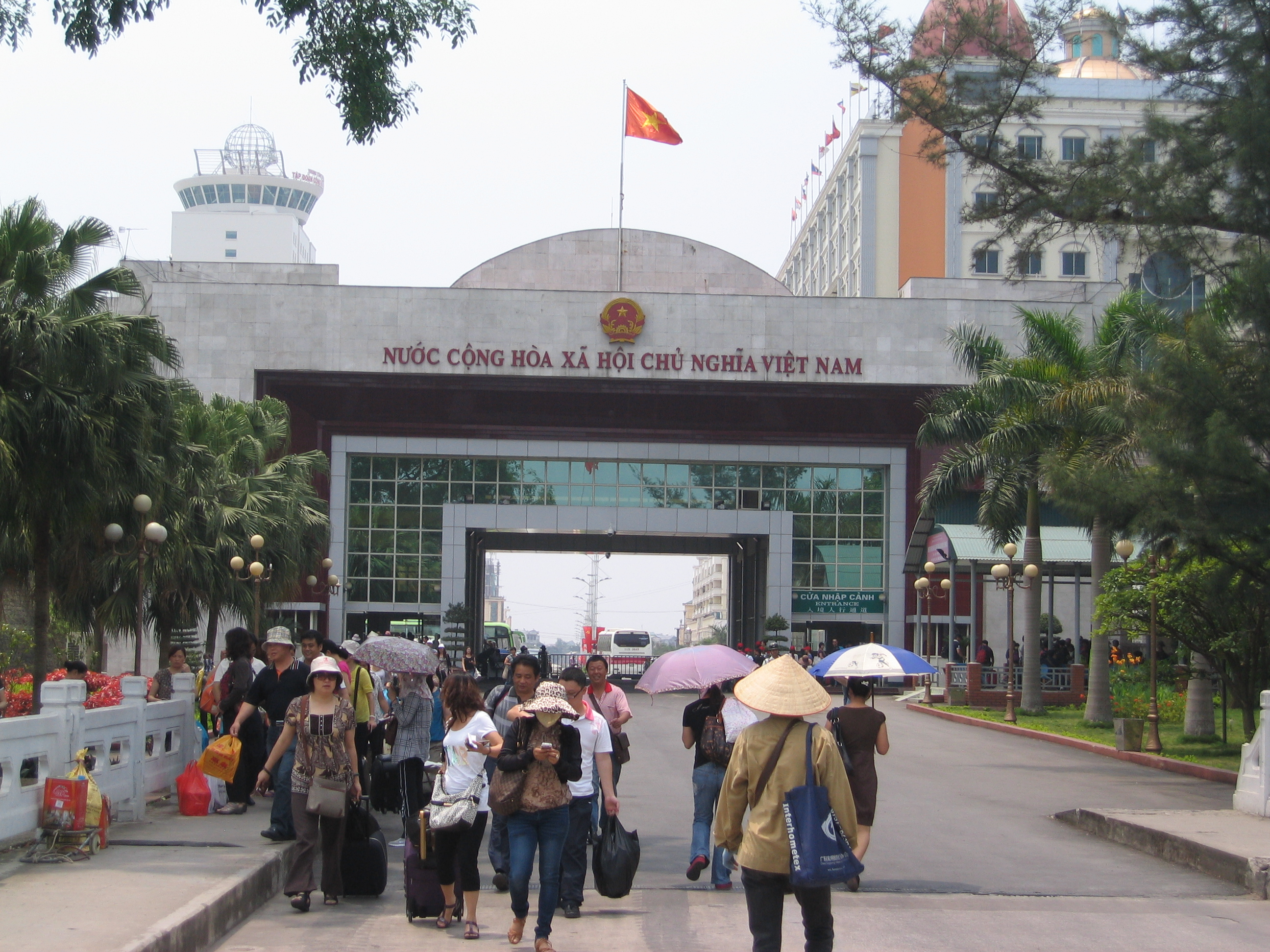
Cửa khẩu Móng Cái

- Vịnh Hạ Long: di sản thiên nhiên thế giới, có diện tích 1.553 km² với 1969 đảo. Trong đó khu di sản thế giới được UNESCO công nhận có diện tích trên 434 km² với 788 đảo, có giá trị đặc biệt về văn hoá, thẩm mĩ, địa chất, sinh học và kinh tế. Trên vịnh có nhiều đảo đất, hang động, bãi tắm, cảnh quan đẹp thuận lợi cho phát triển nhiều điểm, nhiều hình thức du lịch hấp dẫn. Vịnh Hạ Long cùng với đảo Cát Bà là khu du lịch trọng điểm quốc gia, động lực phát triển vùng du lịch Bắc Bộ.
- Vịnh Bái Tử Long nằm liền với vịnh Hạ Long ở phía bắc với nhiều đảo đá trải dài ven biển. Một vẻ đẹp hoang sơ cùng với các bãi tắm tại các đảo như Quan Lạn, Minh Châu, Ngọc Vừng...(Vân Đồn). Phục vụ các du khách thích khám phá tận hưởng vẻ đẹp nguyên sơ của thiên nhiên.
- Hàng chục bãi tắm bãi tắm đẹp hiện đại như Trà Cổ (Móng Cái), Bãi Cháy, đảo Tuần Châu được cải tạo, nâng cấp với nhiều loại hình dịch vụ phục vụ đa dạng các nhu cầu của du khách.
- Đảo Cô Tô (phía đông bắc Quảng Ninh). Các bãi tắm đẹp như Hồng Vàn, Bắc Vàn, Vàn Chảy, đảo Cô Tô Con. Được đánh giá là những bãi biển đẹp nhất tại phía bắc.

### Di tích lịch sử

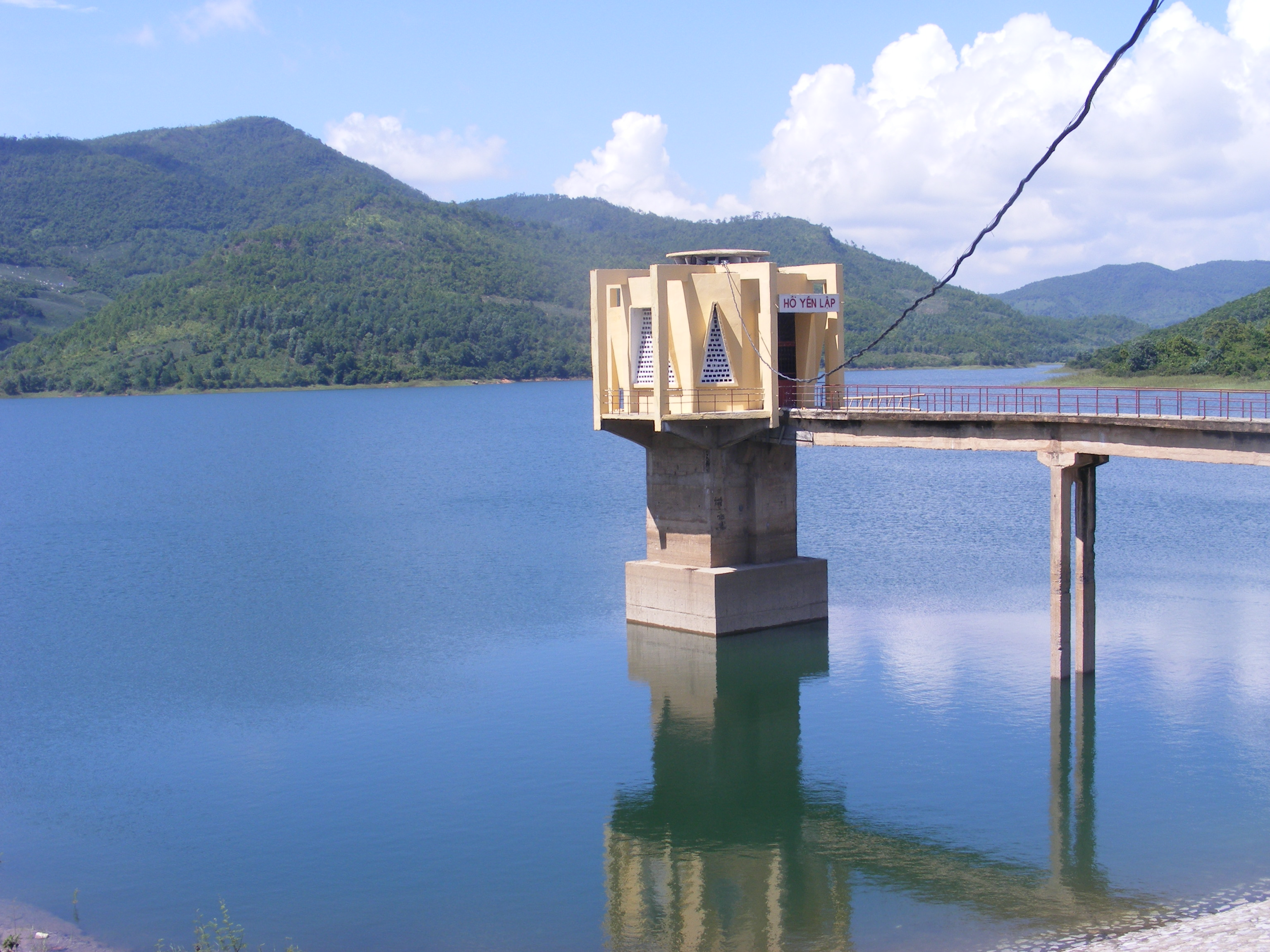
Hồ nước nhân tạo (hồ Yên Lập) - nơi có di tích chùa Lôi Âm

- Bãi cọc Bạch Đằng thuộc thị xã Quảng Yên, khu vực tiếp giáp với Hải Phòng.
- Thương cảng Vân Đồn với trận thủy chiến chống quân Nguyên Mông của tường Trần Khánh Dư, nay thuộc khu vực đảo Quan Lạn và Minh Châu, huyện Vân Đồn.
- Khu quần thể di tích lăng các vua Trần, nơi ở của tổ tiên Vương triều Trần trước khi di cư xuống vùng Thái Bình, Thiên Trường thuộc địa phận thành phố Đông Triều.
- Núi Yên Tử, nơi phát tích thiền phái Trúc Lâm do phật hoàng Trần Nhân Tông sáng lập thuộc địa phận thành phố Uông Bí. Hiện nay Quần thể di tích và danh thắng Yên Tử - Vĩnh Nghiêm - Côn Sơn, Kiếp Bạc thuộc 3 tỉnh Bắc Giang, Hải Dương và Quảng Ninh đang được lập hồ sơ đề nghị công nhận di sản thế giới.
- Ngoài ra cả tỉnh có gần 500 di tích lịch sử, văn hoá, nghệ thuật... gắn với nhiều lễ hội truyền thống, trong đó có những di tích như miếu Tiên Công, đình phong Cốc (TX Quảng Yên), đền Cửa Ông (Cẩm Phả), Đình Trà Cổ (Móng Cái), chùa Long Tiên (TP Hạ Long), Đệ tứ chiến khu Đông Triều, chùa Ba Vàng (TP Uông Bí), đình Quan Lạn, chùa Cái Bầu - Thiền viện Trúc Lâm Giác Tâm (Vân Đồn). Đây là những điểm thu hút khách thập phương đến với các loại hình du lịch văn hoá, tôn giáo, nhất là vào những dịp lễ hội.

### Các di tích quốc gia đặc biệt: 8 di tích (đứng thứ 2 cả nước sau thủ đô Hà Nội)
1. Vịnh Hạ Long (thành phố Hạ Long, Cẩm Phả, Vân Đồn)
2. Yên Tử (thành phố Uông Bí, thành phố Đông Triều)
3. Bãi cọc Bạch Đằng (thị xã Quảng Yên)
4. Khu di tích nhà Trần tại Đông Triều (thành phố Đông Triều)
5. Đền Cửa Ông (thành phố Cẩm Phả)
6. Khu di tích Hồ Chủ tịch (huyện đảo Cô Tô)
7. Di tích lịch sử quần thể Thương cảng Vân Đồn (huyện Vân Đồn)
8. Di tích kiến trúc - nghệ thuật đình Trà Cổ (TP Móng Cái)

### Những lễ hội truyền thống của Quảng Ninh
Quảng Ninh có hàng trăm di sản văn hoá phi vật thể thuộc bảy loại hình: Lễ hội truyền thống (77 di sản), nghề thủ công truyền thống (25 di sản), nghệ thuật trình diễn dân gian (22 di sản), ngữ văn dân gian (14 di sản), tập quán xã hội (168 di sản), tiếng nói chữ viết (7 di sản), tri thức dân gian (50 di sản). Trong đó có 5 di sản đã được đưa vào danh mục Di sản văn hoá phi vật thể quốc gia, gồm: Nghi lễ then cổ của người Tày (Bình Liêu), hát nhà tơ - hát (múa) cửa đình, lễ hội đền Cửa Ông (Cẩm Phả) , lễ hội miếu Tiên Công (Quảng Yên). Lễ Hội Soóng Mun (Dân tộc Dao), Xã Quảng Đức đã được đưa vào danh mục Di sản văn hoá phi vật thể quốc gia vào năm 2025.
1. TP. Hạ Long
- Lễ hội đình Lộ Phong (dân tộc Sán Dìu), phường Hà Phong; diễn ra ngày 6-10 tháng Giêng; ngày 15/7 âm lịch.
- Lễ hội đền Đức Ông Trần Quốc Nghiễn (dân tộc Kinh), phường Hồng Gai; diễn ra ngày 23-24/4 âm lịch.
- Lễ hội đình làng Đại Đán (dân tộc Kinh), phường Đại Yên; diễn ra ngày 19-20/11 âm lịch.
- Lễ hội đình Yên Cư (dân tộc Kinh), phường Đại Yên; diễn ra ngày 26-27/11 âm lịch.
- Lễ hội đình Giang Võng (dân tộc Kinh), phường Hà Khánh; diễn ra ngày 9-10/11 âm lịch
- Hội làng xã Bằng Cả (dân tộc Dao Thanh Y), xã Bằng Cả; diễn ra ngày 1/2 âm lịch.
- Lễ hội Đền thờ vua Lê Thái Tổ (dân tộc Kinh), xã Lê Lợi; diễn ra ngày 14-16/11 âm lịch.
- Lễ hội đình Trới (dân tộc Kinh), khu Trới 4, phường Hoành Bồ; diễn ra ngày 22-23/11 âm lịch.
- Lễ hội đình Xích Thổ, thôn Xích Thổ, xã Thống Nhất; diễn ra ngày 14-16/11 âm lịch.
- Lễ hội đình Đồng Đặng, thôn Đồng Đặng, xã Sơn Dương; diễn ra ngày 14-16/11 âm lịch.
- Lễ hội mở cửa rừng, chùa Vân Phong, xã Sơn Dương; diễn ra ngày 14-16/11 âm lịch.

2. TP. Cẩm Phả
- Lễ hội đình Quang Hanh (dân tộc Sán Dìu), phường Quang Hanh, diễn ra ngày 16-17 tháng Giêng.
- Lễ hội đền Cửa Ông (dân tộc Kinh), khu 9A, phường Cửa Ông, diễn ra ngày 3-4/2 âm lịch.
- Lễ hội đình Cẩm Hải (dân tộc Kinh), xã Cẩm Hải, diễn ra ngày 30/5 đến 2/6 âm lịch.

3. TP. Móng Cái
- Lễ hội đình Ninh Dương (dân tộc Kinh), Miếu thần linh thác ngựa, phường Ka Long, diễn ra ngày 2 đến 8 tháng Giêng.
- Lễ hội đình Vạn Ninh (dân tộc Kinh), xã Vạn Ninh; diễn ra ngày 10 đến 12 tháng Giêng.
- Lễ hội đền Xã Tắc (dân tộc Kinh), khu 3, phường Ka Long, diễn ra ngày 15, 16 tháng Giêng, 2-5, 20-8, 16-12, 18-12 âm lịch.
- Lễ hội đình Dân Tiến (dân tộc Kinh), thôn 1, thôn 2, xã Hải Tiến, diễn ra ngày 15 đến 18 tháng Giêng.
- Lễ hội đình Làng Bầu (dân tộc Kinh), xã Quảng Nghĩa, diễn ra ngày 16 đến 18 tháng Giêng.
- Lễ hội đền Thánh Mẫu (dân tộc Kinh), khu Động Thịnh, phường Trà Cổ, diễn ra ngày 21 đến 23-3 âm lịch.
- Lễ hội đình Bình Ngọc (dân tộc Kinh), phường Bình Ngọc, diễn ra ngày 30-5 đến 1-6 âm lịch.
- Lễ hội đình Trà Cổ (dân tộc Kinh), phường Trà Cổ, diễn ra ngày 30-5 đến 4-6 âm lịch.
- Lễ hội đình Tràng Vỹ (dân tộc Kinh), khu Tràng Vỹ, phường Trà Cổ; diễn ra ngày 1 đến 3-6 âm lịch.
- Lễ cầu mưa (dân tộc Kinh), xã Vạn Ninh; diễn ra tháng 6 âm lịch.

4. TP. Uông Bí
- Lễ hội chùa Hang Son (dân tộc Kinh), khu Cẩm Hồng, phường Phương Nam; diễn ra ngày 6 đến 30 tháng Giêng.
- Lễ hội Yên Tử (dân tộc Kinh), xã Thượng Yên Công; diễn ra ngày 10 tháng Giêng đến 1-3 âm lịch.
- Lễ hội đình Đền Công (dân tộc Kinh), phường Trưng Vương; diễn ra ngày 14 đến 16 tháng Giêng.
- Lễ hội đình - chùa Lạc Thanh (dân tộc Kinh), phường Yên Thanh; diễn ra ngày 14, 15-3 âm lịch.
- Lễ hội Hoa Cúc (dân tộc Kinh), phường Quang Trung; diễn ra ngày 8-9/9 âm lịch.

5. TP. Đông Triều
- Lễ hội Xuân Ngọc Vân, phường Bình Khê; khai hội ngày 9 tháng Giêng, kéo dài trong 3 tháng mùa xuân.
- Lễ hội đình Mỹ Cụ (dân tộc Kinh), khu Mỹ Cụ 1, phường Hưng Đạo; diễn ra ngày 9 tháng Giêng.
- Lễ hội Chùa Chí Linh (dân tộc Kinh), thôn Chí Linh, phường Yên Đức; diễn ra ngày 9, 10 tháng Giêng.
- Lễ hội đình, chùa Hoàng Xá (Lễ hội đình làng Vàng) (dân tộc Kinh), phường Bình Dương; diễn ra ngày 9, 10 tháng Giêng.
- Lễ hội đền Nhà Bà (dân tộc Kinh), khu Tràng Bạch, phường Hoàng Quế; diễn ra ngày 9 đến 11 tháng Giêng.
- Lễ hội Chùa Cổ Giản (dân tộc Kinh), khu Cổ Giản, phường Kim Sơn; diễn ra ngày 10 đến 12 tháng Giêng.
- Lễ hội đình, chùa Triều Khê (dân tộc Kinh), khu Triều Khê, phường Hồng Phong; diễn ra ngày 11, 12 tháng Giêng.
- Lễ hội đình Đông Lâm (dân tộc Kinh), phường Bình Dương; diễn ra ngày 14, 15 tháng Giêng.
- Lễ hội đình, chùa Kim Sen (dân tộc Kinh), khu Kim Sen, phường Kim Sơn; diễn ra ngày 14, 15 tháng Giêng.
- Lễ hội đình chùa làng Gia Mô (dân tộc Kinh), khu Gia Mô, phường Kim Sơn; diễn ra ngày 15 đến 17 tháng Giêng.
- Lễ hội làng Đồn Sơn (dân tộc Kinh), thôn Đồn Sơn, phường Yên Đức; diễn ra ngày 16 đến 18 tháng Giêng.
- Lễ hội chùa Phúc Nghiêm (chùa Cầm) (dân tộc Kinh), khu Xuân Cầm, phường Xuân Sơn; diễn ra ngày 18 đến 20 tháng Giêng.
- Lễ hội chùa Nhuệ Hổ (dân tộc Kinh), khu Nhuệ Hổ, phường Kim Sơn, diễn ra ngày 19 đến 22 tháng Giêng.
- Lễ hội chùa Bác Mã (dân tộc Kinh), phường Bình Dương, diễn ra ngày 21 tháng Giêng.
- Lễ hội chùa Quỳnh Lâm (dân tộc Kinh), phường Tràng An, diễn ra ngày 1 đến 4-2 âm lịch.
- Lễ hội đền An Biên (dân tộc Kinh), An Biên, phường Thủy An, diễn ra ngày 8 đến 10-2 âm lịch.
- Lễ hội đình Trạo Hà - đền Di Ái (dân tộc Kinh), khu Trạo Hà, phường Đức Chính; diễn ra ngày 16-2 âm lịch.
- Lễ hội miếu Hậu (dân tộc Kinh), phường Thủy An, diễn ra ngày 26, 27-2 âm lịch.
- Lễ hội đình Bác Mã (dân tộc Kinh), phường Bình Dương; diễn ra ngày 3 đến 5-11 âm lịch.
- Lễ hội đình Mễ Sơn (dân tộc Kinh), khu Mễ Sơn, phường Xuân Sơn; diễn ra ngày 9, 10-11 âm lịch.

6. TX. Quảng Yên
- Lễ hội xuống đồng (dân tộc Kinh), phường Phong Cốc; diễn ra đầu tháng 6 âm lịch.
- Lễ hội Tiên Công (dân tộc Kinh), xã Hiệp Hòa; diễn ra ngày 4 tháng Giêng; thờ 14 vị thành hoàng.
- Lễ hội nhị vị Tiên Công (dân tộc Kinh), thôn Trung Bản, xã Liên Hòa; diễn ra ngày 4, 5 tháng Giêng.
- Lễ hội Cầu ngư (dân tộc Kinh), Bến Giang, phường Tân An; diễn ra ngày 5, 6 tháng Giêng.
- Lễ hội Tiên Công (dân tộc Kinh), xã Cẩm La; diễn ra ngày 5 đến 7 tháng Giêng; tôn vinh 17 vị Tiên Công.[59][60][61]
- Lễ hội Đại kỳ phước làng Vị Dương (dân tộc Kinh), xã Liên Vị; diễn ra ngày 6 tháng Giêng.
- Lễ hội Đại Kỳ phước làng Hải Yến (dân tộc Kinh), phường Yên Hải; diễn ra ngày 9 đến 11 tháng Giêng và 16 đến 18 tháng Giêng.
- Lễ hội Đại kỳ phước làng Cốc (dân tộc Kinh), phường Phong Cốc; diễn ra ngày 10 đến 12 tháng Giêng.
- Lễ hội Đại kỳ phước làng Yên Đông (dân tộc Kinh), khu Yên Đông, phường Yên Hải; diễn ra ngày 16 đến 18 tháng Giêng.
- Lễ hội Đại kỳ phước làng Hưng Học (dân tộc Kinh), khu Hưng Học, phường Nam Hoà; diễn ra ngày 13 đến 15-2 âm lịch.
- Lễ hội Bạch Đằng lịch sử (dân tộc Kinh), phường Yên Giang; diễn ra ngày 7-8/3 âm lịch.
- Lễ hội Đại kỳ phước làng Quỳnh Lâu (dân tộc Kinh), khu Quỳnh Lâu, phường Cộng Hòa; diễn ra ngày 15 đến 17-11 âm lịch.
- Lễ hội Đại kỳ phước làng Yên Giang (dân tộc Kinh), phường Yên Giang; diễn ra ngày 24 đến 26-11 âm lịch.

7. Huyện Vân Đồn
- Lễ hội Đại Phan (dân tộc Sán Dìu), xã Bình Dân; diễn ra sau vụ cấy, vụ thu hoạch hoặc vào mùa xuân.
- Lễ hội truyền thống Vân Đồn (dân tộc Kinh), xã Quan Lạn; diễn ra ngày 16 đến 19-6 âm lịch.
- Lễ hội đình Minh Châu, xã Minh Châu; diễn ra ngày 16 đến 18-6 âm lịch.
- Lễ hội đình Ngọc Vừng, xã Ngọc Vừng (đã mai một).

8. Huyện Hải Hà
- Lễ hội đình làng Quang Lĩnh (dân tộc Kinh), xã Quảng Minh; diễn ra ngày 12 đến 14 tháng Giêng.
- Lễ hội đình Làng Tó (dân tộc Kinh), xã Đường Hoa; diễn ra ngày 14 đến 16 tháng Giêng.[62]
- Lễ hội đình Mi Sơn (dân tộc Kinh), thị trấn Quảng Hà; diễn ra ngày 15 đến 20 tháng Giêng.
- Lễ hội đình Cái Chiên (dân tộc Kinh), xã Cái Chiên; diễn ra ngày 16 tháng Giêng.
- Lễ hội đình Đường Hoa (dân tộc Kinh), xã Đường Hoa; diễn ra ngày 20 tháng Giêng.
- Lễ Hội Soóng Mun ( Dân tộc Dao ) , Xã Quảng Đức ; diễn ra vào ngày mùng 02-03 tháng 3 âm lịch hàng năm .
- Lễ hội đền Phú Hải (đền Trần Hưng Đạo) (dân tộc Kinh), thị trấn Quảng Hà; diễn ra ngày 16 đến 20-8 âm lịch.

9. Huyện Ba Chẽ
- Lễ hội Đình Làng Dạ (dân tộc Tày), thôn Làng Dạ, xã Thanh Lâm; diễn ra ngày 9, 10 tháng Giêng.

10. Huyện Bình Liêu
- Lễ hội đình Lục Nà (dân tộc Tày), xã Lục Hồn; diễn ra ngày 16, 17 tháng Giêng.

11. Huyện Đầm Hà
- Lễ hội đình Đầm Hà (dân tộc Kinh), thị trấn Đầm Hà; diễn ra ngày 15 đến 17 tháng Giêng.
- Lễ hội đình Tràng Y, xã Đại Bình; diễn ra ngày 24 đến 26 tháng Giêng.

12. Huyện Tiên Yên
- Lễ hội đình Đồng Đình, xã Phong Dụ; diễn ra vào ngày hội tháng Giêng hằng năm.
- Lễ hội đình Tiên Lãng (đình Đồng Châu), xã Tiên Lãng; diễn ra ngày 20, 21 tháng Giêng.

## Giao thông
Hệ thống giao thông của Quảng Ninh bao gồm giao thông đường bộ, đường sắt, đường biển và cảng hàng không.

### Đường bộ
1. Quốc lộ: Hệ thống đường bộ có 7 tuyến Quốc lộ dài 558,79 km gồm:
- QL4: dài 37 km. Điểm đầu tại xã Điền Xá, huyện Tiên Yên; điểm cuối tại cảng Mũi Chùa, xã Tiên Lãng, huyện Tiên Yên.
- QL10: dài 6,5 km. Điểm đầu tại phường Thanh Sơn, thành phố Uông Bí; điểm cuối tại phường Phương Nam, thành phố Uông Bí.
- QL17B: dài 1,34 km. Điểm đầu tại phường Mạo Khê, thành phố Đông Triều; điểm cuối tại cầu Đá Vách, phường Mạo Khê, thành phố Đông Triều.
- QL18A: đoạn qua tỉnh dài 240 km. Điểm đầu tại cầu Vàng Chua, thành phố Đông Triều; điểm cuối tại cầu Bắc Luân I, thành phố Móng Cái.
- QL18B: dài 16,9 km. Điểm đầu tại ngã ba Quảng Đức, huyện Hải Hà; điểm cuối tại cửa khẩu Bắc Phong Sinh, huyện Hải Hà.
- QL18C: dài 121,14 km. Điểm đầu tại thị trấn Tiên Yên, huyện Tiên Yên; điểm cuối tại cửa khẩu Hoành Mô, huyện Bình Liêu.
- QL279: dài 62,55 km. Điểm đầu tại phường Quang Hanh, thành phố Cẩm Phả; điểm cuối tại xã Tân Dân, thành phố Hạ Long.

2. Tỉnh lộ: 16 tuyến, tổng chiều dài 409,93 km.
3. Cao tốc: 3 tuyến, bao gồm:
- Cao tốc Hải Phòng – Hạ Long: 25 km. Khởi công năm 2014, hoàn thành năm 2018. Điểm đầu nối cao tốc Hà Nội – Hải Phòng (quận Hải An, Hải Phòng), điểm cuối nối cao tốc Hạ Long – Vân Đồn tại nút giao Minh Khai (phường Đại Yên, thành phố Hạ Long).
- Cao tốc Hạ Long – Vân Đồn: 60 km. Khởi công năm 2015, hoàn thành năm 2018. Điểm đầu nối cao tốc Hạ Long – Hải Phòng tại nút giao Minh Khai (phường Đại Yên, thành phố Hạ Long), điểm cuối nối với tuyến đường trục chính Khu kinh tế Vân Đồn (xã Đoàn Kết, huyện Vân Đồn).
- Cao tốc Vân Đồn – Móng Cái: 80 km. Khởi công năm 2019, hoàn thành năm 2022. Điểm đầu nối đường trục chính Khu kinh tế Vân Đồn (xã Đoàn Kết, huyện Vân Đồn), điểm cuối nối với đường tỉnh 335, trùng với điểm cuối dự án cầu Bắc Luân II, thành phố Móng Cái.

4. Bến xe, tuyến vận tải khách: Hiện có 16 bến xe khách đang hoạt động, các huyện Đầm Hà, Ba Chẽ và Cô Tô chưa có bến xe khách; trong đó có 6/15 bến xe đạt loại 3 trở lên, chỉ có 03 bến xe đạt loại 1 (bến xe Bãi Cháy, bến xe Móng Cái, bến xe Cửa Ông). Về cơ bản hệ thống bến xe khách trên địa bàn tỉnh đảm bảo nhu cầu đi lại của người dân. Tuy nhiên hiện nay không còn đủ quỹ đất để phát triển, mở rộng các bến xe, vị trí các bến xe hiện nay cũng không còn phù hợp với quy hoạch chung của các đô thị và định hướng phát triển mạng lưới các trục đối ngoại của tỉnh.
| Danh sách các bến xe đang hoạt động tại địa bàn Quảng Ninh: | Danh sách các bến xe đang hoạt động tại địa bàn Quảng Ninh: | Danh sách các bến xe đang hoạt động tại địa bàn Quảng Ninh: | Danh sách các bến xe đang hoạt động tại địa bàn Quảng Ninh: | Danh sách các bến xe đang hoạt động tại địa bàn Quảng Ninh: | Danh sách các bến xe đang hoạt động tại địa bàn Quảng Ninh: | Danh sách các bến xe đang hoạt động tại địa bàn Quảng Ninh: |
| STT                                                         | Tên bến xe                                                  | Địa chỉ                                                     | Địa phương                                                  | Đơn vị khai thác, quản lý                                   | Diện tích (m²)                                              | Loại bến                                                    |
| ----------------------------------------------------------- | ----------------------------------------------------------- | ----------------------------------------------------------- | ----------------------------------------------------------- | ----------------------------------------------------------- | ----------------------------------------------------------- | ----------------------------------------------------------- |
| 1                                                           | Bến xe Bãi Cháy                                             | P. Giếng Đáy                                                | TP. Hạ Long                                                 |                                                             | 15600                                                       | 1                                                           |
| 2                                                           | Bến xe Hồng Gai                                             | P. Hồng Gai                                                 | TP. Hạ Long                                                 |                                                             | 2330                                                        | 4                                                           |
| 3                                                           | Bến Xe Cửa Ông                                              | P. Cửa Ông                                                  | TP. Cẩm Phả                                                 |                                                             | 11700                                                       | 1                                                           |
| 4                                                           | Bến xe Trung Tâm Cẩm Phả                                    | P. Cẩm Bình                                                 | TP. Cẩm Phả                                                 |                                                             | 14560                                                       | 2                                                           |
| 5                                                           | Bến xe Mông Dương                                           | P. Mông Dương                                               | TP. Cẩm Phả                                                 |                                                             | 1928                                                        | 4                                                           |
| 6                                                           | Bến xe Cẩm Hải                                              | Xã Cẩm Hải                                                  | TP. Cẩm Phả                                                 |                                                             | 3010                                                        | 5                                                           |
| 7                                                           | Bến xe Móng Cái                                             | P. Ka Long                                                  | TP. Móng Cái                                                |                                                             | 15300                                                       | 1                                                           |
| 8                                                           | Bến xe Uông Bí                                              | P. Yên Thanh                                                | TP. Uông Bí                                                 |                                                             | 1926                                                        | 5                                                           |
| 9                                                           | Bến xe Đông Triều                                           | P. Đông Triều                                               | TP. Đông Triều                                              |                                                             | 1151                                                        | 7                                                           |
| 10                                                          | Bến xe Quảng Yên                                            | P. Quảng Yên                                                | TX. Quảng Yên                                               |                                                             | 1386                                                        | 4                                                           |
| 11                                                          | Bến xe Liên Vị                                              | Xã Liên Vị                                                  | TX. Quảng Yên                                               |                                                             | 800                                                         | 6                                                           |
| 12                                                          | Bến xe Cái Rồng                                             | Xã Hạ Long                                                  | Vân Đồn                                                     |                                                             | 15708                                                       | 2                                                           |
| 13                                                          | Bến xe Tiên Yên                                             | Thị trấn Tiên Yên                                           | Tiên Yên                                                    |                                                             | 1786                                                        | 4                                                           |
| 14                                                          | Bến xe Hoành Bồ                                             | Thị trấn Trới                                               | Hoành Bồ                                                    |                                                             | 4053                                                        | 4                                                           |
| 15                                                          | Bến xe Hải Hà                                               | Thị trấn Quảng Hà                                           | Hải Hà                                                      |                                                             | 6804                                                        | 3                                                           |
| 16                                                          | Bến xe Bình Liêu                                            | Thị trấn Bình Liêu                                          | Bình Liêu                                                   |                                                             | 1667                                                        | 4                                                           |
| Nguồn: Sở GTVT Quảng Ninh (8/2017)                          |                                                             |                                                             |                                                             |                                                             |                                                             |                                                             |

| Danh sách các tuyến buýt hoạt động tại địa bàn Quảng Ninh: | Danh sách các tuyến buýt hoạt động tại địa bàn Quảng Ninh: | Danh sách các tuyến buýt hoạt động tại địa bàn Quảng Ninh: | Danh sách các tuyến buýt hoạt động tại địa bàn Quảng Ninh: | Danh sách các tuyến buýt hoạt động tại địa bàn Quảng Ninh: | Danh sách các tuyến buýt hoạt động tại địa bàn Quảng Ninh: | Danh sách các tuyến buýt hoạt động tại địa bàn Quảng Ninh: |
| Tuyến                                                      | Tên tuyến                                                  | Lộ trình | Thời gian hoạt động                                        | Thời gian hoạt động                                        | Tần suất                                                   | Công ty                                                    |
| Tuyến                                                      | Tên tuyến                                                  | Lộ trình | Giờ mở bến                                                 | Giờ đóng bến                                               | Tần suất                                                   | Công ty                                                    |
| ---------------------------------------------------------- | ---------------------------------------------------------- | --- | ---------------------------------------------------------- | ---------------------------------------------------------- | ---------------------------------------------------------- | ---------------------------------------------------------- |
| 01                                                         | Bãi Cháy - Vân Đồn                                         | Bến xe Bãi Cháy – Cột đồng hồ – Cầu Kênh Liêm – Cột 8 – Hà Tu – Cẩm Phả – Cửa Ông – Thị trấn Cái Rồng – Bãi Dài huyện Vân Đồn và ngược lại. | 5h                                                         | 19h                                                        | 8-10 phút                                                  |                                                            |
| 03                                                         | Hòn Gai - Hoành Bồ                                         | Bến xe Hòn Gai cũ – Cung văn hóa Việt Nhật – Cột đồng hồ – Kênh Liêm – đường Đông Hồ (Hồ Cô Tiên, Trung tâm hội nghị tiệc cưới Hồ Cô Tiên, Trường Đại học Hạ Long cơ sở 2, Trường Chuyên Hạ Long) – Đường Hải Long – Nhà Thi đấu TDTT Quảng Ninh – Ngã ba cứu hỏa – Cầu Bãi Cháy – Ngã tư Cảng Cái Lân – Ngã ba Hải Quân – Khu du lịch Bãi Cháy (đường Hạ Long) – Cái Dăm – Ngã tư ao cá – Bến xe Bãi Cháy – chợ Giếng Đáy – Ngã ba Hà Khẩu – Ngã ba Đồng Đăng – Thị trấn Trới và ngược lại. | 5h25                                                       | 17h40                                                      | 10-20 phút                                                 |                                                            |
| 04                                                         | Bãi Cháy - Mông Dương                                      | Bến xe Bãi Cháy – Cột đồng hồ – Cầu Kênh Liêm – Cột 8 – Hà Tu – Cẩm Phả – Cửa Ông – Mông Dương và ngược lại. | 5h                                                         | 19h                                                        | 8-10 phút                                                  |                                                            |
| 06                                                         | Uông Bí - Vàng Danh                                        | Dốc đỏ Uông Bí – Nội thị Uông Bí – Cột Đồng Hồ Uông Bí – Đường tàu cơ giới Bắc Sơn – Lán Tháp – Vàng Danh và ngược lại. | - Dốc đỏ: 5h - Vàng Danh: 5h50                             | - Dốc đỏ: 17h30 - Vàng Danh: 18h30                         | 20 phút                                                    |                                                            |
| 07                                                         | Móng Cái - Hải Sơn                                         | Bến Xe Móng Cái - Bắc Sơn - Hải Sơn và ngược lại | 5h30                                                       | 18h30                                                      |                                                            |                                                            |
| 08                                                         | Đông Triều - Hòn Gai                                       | Cổng chào tỉnh Quảng Ninh – Bến xe Đông Triều – Cầu Cầm – Cầu Thôn Mai – Trạm thu phí Mạo Khê – Đại học Công nghiệp Quảng Ninh – Trại giam Hang Son – Dốc đỏ TP. Uông Bí – Nội thị Uông Bí – Trường Đại học Hạ Long cơ sở 1 – KCN Đông Mai – Km 11 – Trạm thu phí Đại Yên – Bệnh viện Sản nhi – Ngã 3 Tuần Châu – Bến xe Bãi Cháy – KCN Cái Lân – Cầu Bãi Cháy – Tòa án Tỉnh – Siêu thị Big C Hạ Long – Công an Tỉnh – Trạm đăng kiểm Hà Tu và ngược lại.                                    | 4h45                                                       | 17h30                                                      | 10-15 phút                                                 |                                                            |
| 11                                                         | Hòn Gai - Quảng Yên                                        | Cầu trắng, Cột 8 – Công an Tỉnh – Tỉnh ủy – Tòa án – Cầu Kênh Liêm – Cột đồng hồ – đường Trần Hưng Đạo – Ngã tư Loong Toòng – Cầu Bãi Cháy – Bến xe Bãi Cháy – Đại Yên – Km 11 – Cây xăng Đông Mai – Bến xe Quảng Yên – Bến phà Rừng và ngược lại. | 5h15                                                       | 17h45                                                      | 15 phút                                                    |                                                            |
| 13                                                         | Uông Bí - Liên Vị                                          | Dốc Đỏ – Nội thị TP.Uông Bí – Cột đồng hồ – Km 11 – Cây xăng Đông Mai – Bến xe Quảng Yên – Cầu Sông Chanh – Bến Liên Vị và ngược lại. | 6h10                                                       | 16h30                                                      | 40-60 phút                                                 |                                                            |
| 14A                                                        | Hạ Long- Vân Đồn                                           | Đường Trần Quốc Nghiễn – Cột Đồng Hồ – Đường Lê Thánh Tông – QL18 – Đường tránh Cẩm Phả – Cửa Ông – TL 334 – Sân bay quốc tế Vân Đồn và ngược lại | 6h00                                                       | 0h00                                                       | 80 phút                                                    |                                                            |
| 18                                                         | Khu đô thị phía Tây (Hải Dương) – Mạo Khê                  | Bến xe Phía Tây TP Hải Dương – Đường Nguyễn Lương Bằng – Ngã tư Máy Sứ – Đường Điện Biên Phủ – Đường Gom Nam Quốc lộ 5 – Ngã ba đường Thanh Niên – Quốc lộ 5 -–Tiền Trung – Thị trấn Phú Thái – Đường 388 – Thị trấn Kinh Môn – TTr Minh Tân – Nhà máy xi măng Hoàng Thạch – Ngã tư Hoàng Thạch – Quốc lộ 18 – Km 64+900 (Quốc lộ 18) – Trường Đại học Công nghiệp Quảng Ninh và ngược lại                                                                                                   | 5h                                                         | 17h                                                        | 30 phút                                                    |                                                            |
| 207                                                        | Hải Dương - Uông Bí                                        | Bến xe Hải Tân (Hải Dương) – Đường Lê Thanh Nghị – Ngã tư Máy sứ – Đường Điện Biên Phủ – Quốc lộ 5 – Ngã ba Tiền Trung – Quốc lộ 183 – Ngã ba Sao Đỏ – Quốc lộ 18 – Đông Triều – Mạo Khê – Bến xe Uông Bí và ngược lại. | 4h40                                                       | 19h                                                        | 15-20 phút                                                 |                                                            |

### Đường thủy
Theo số liệu thống kê trên địa bàn tỉnh Quảng Ninh hiện có 213 cảng, bến gồm: 59 cảng và 103 bến thủy nội địa. Trong đó cảng hàng hóa chiếm 174; cảng bến khách chiếm 39. Cụ thể:
- 12 cảng biển (Hạ Long 6, Cẩm Phả 3, Hoành Bồ 2, Tiên Yên 1)
- 59 cảng thủy nội địa (Hạ Long 4, Cẩm Phả 18, Uông Bí 5, Móng Cái 15, Đông Triều 14, Quảng Yên 1, Vân Đồn 1, Đầm Hà 1)
- 103 bến thủy nội địa (Hạ Long 25, Cẩm Phả 19, Uông Bí 8, Móng Cái 4, Đông Triều 13, Quảng Yên 11, Hoành Bồ 6, Cô Tô 3, Tiên Yên 9, Hải Hà 5)
- 4 Cảng  hành khách thủy nội địa (Hạ Long 2, Vân Đồn 1, Cô Tô 1)
- 35 bến khách thủy nội địa (Hạ Long 6, Cẩm Phả 6, Móng Cái 3, Quảng Yên 2, Đông Triều 5, Vân Đồn 8, Cô Tô 2, Hải Hà 3)

### Đường sắt
Tỉnh có một tuyến đường sắt cấp quốc gia đi qua dài 64,08 km kết nối từ ga Kép (Bắc Giang) đến Đông Triều, Uông Bí và Hạ Long. Dự án xây dựng tuyến Yên Viên - Phả Lại - Hạ Long - Cái Lân hiện nay đang tạm dừng, mới hoàn thành xây dựng đoạn tuyến từ ga Hạ Long tới cảng Cái Lân. Mật độ đường sắt của Quảng Ninh là 0,9 km/100 km. Tốc độ tối đa của tàu hỏa hiện đạt 54 km/h, thời gian đi từ Quảng Ninh đến Hà Nội hết khoảng 7 tiếng, chậm hơn nhiều so với đường bộ. Ngoài tuyến đường sắt quốc gia Kép - Hạ Long trên địa bàn còn có một số tuyến đường sắt chuyên dùng của ngành than phục vụ vận chuyển cho hai khu vực chính là vùng than Uông Bí và vùng Than Cẩm Phả: (1) Tuyến đường sắt Vàng Danh – Thành phố Uông Bí - Điền Công. (2) Tuyến đường sắt Cao Sơn - Mông Dương – Thành phố Cẩm Phả. (3) Tuyến đường sắt Cọc 6 – Cọc 4 – Cảng Cửa Ông (4) Tuyến đường sắt Thống Nhất – Cọc 4 Nhìn chung giao thông đường sắt Quảng Ninh chưa được khai thác tốt. Một phần do hệ thống hạ tầng đầu tư xây dựng đã lâu xuống cấp, yếu tố về hướng tuyến và dòng vận tải hành khách, hàng hóa chưa phù hợp với nhu cầu. Do trục liên kết và hướng thu hút dòng hành khách, hàng hóa lớn vẫn nằm trên trục Hà Nội – Hải Phòng – Quảng Ninh, vì vậy khối lượng vận tải chính trên trục này vẫn do giao thông đường bộ đảm nhiệm.

### Đường hàng không
Cảng hàng không Quốc tế Vân Đồn nằm trên địa bàn xã Đoàn Kết, huyện Vân Đồn, cách trung tâm Hạ Long 90 km. Đây là sân bay phục vụ cho Đặc khu Vân Đồn trong tương lai, cho hành khách tham quan Quảng Ninh cũng như Vịnh Hạ Long.

## Hình ảnh

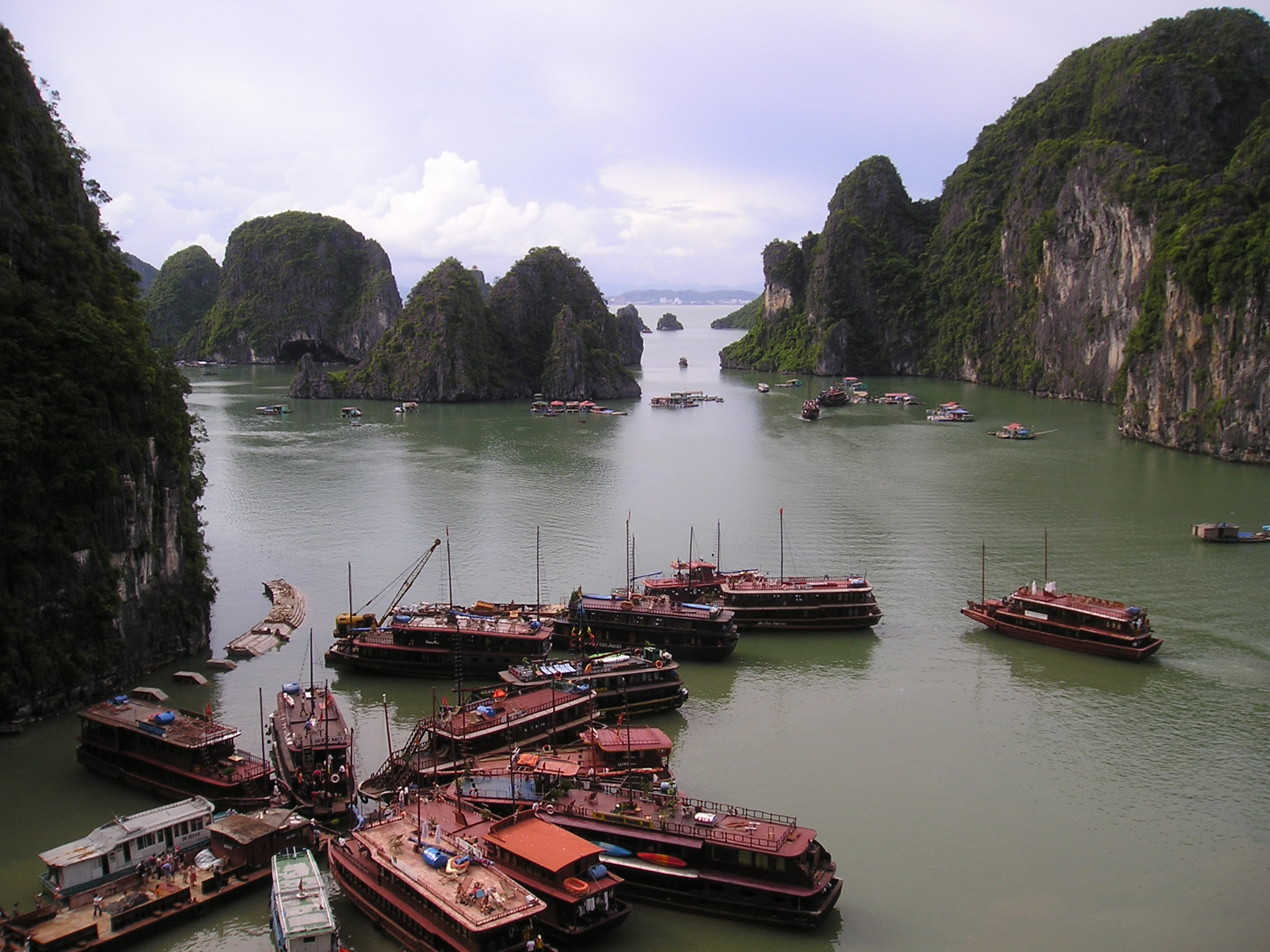
Một phần của kỳ quan thiên nhiên thế giới Vịnh Hạ Long
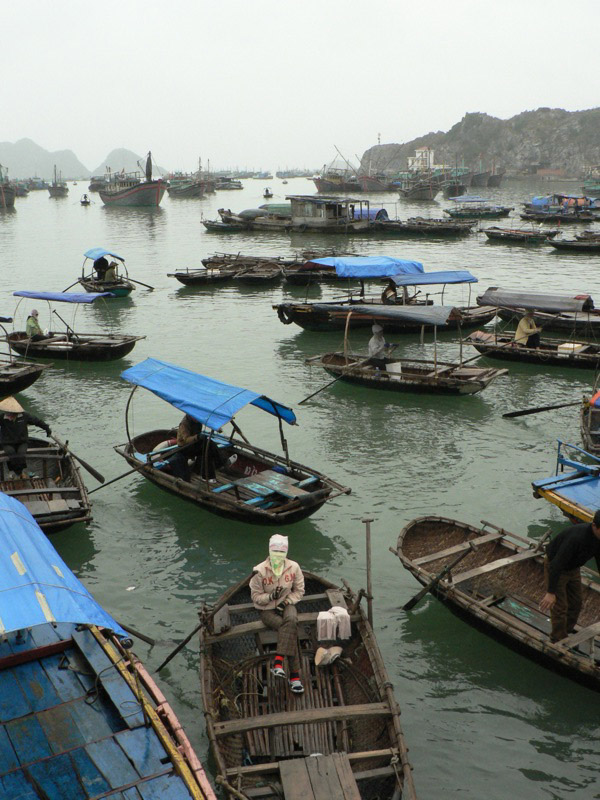
Vạn chài trên Vịnh
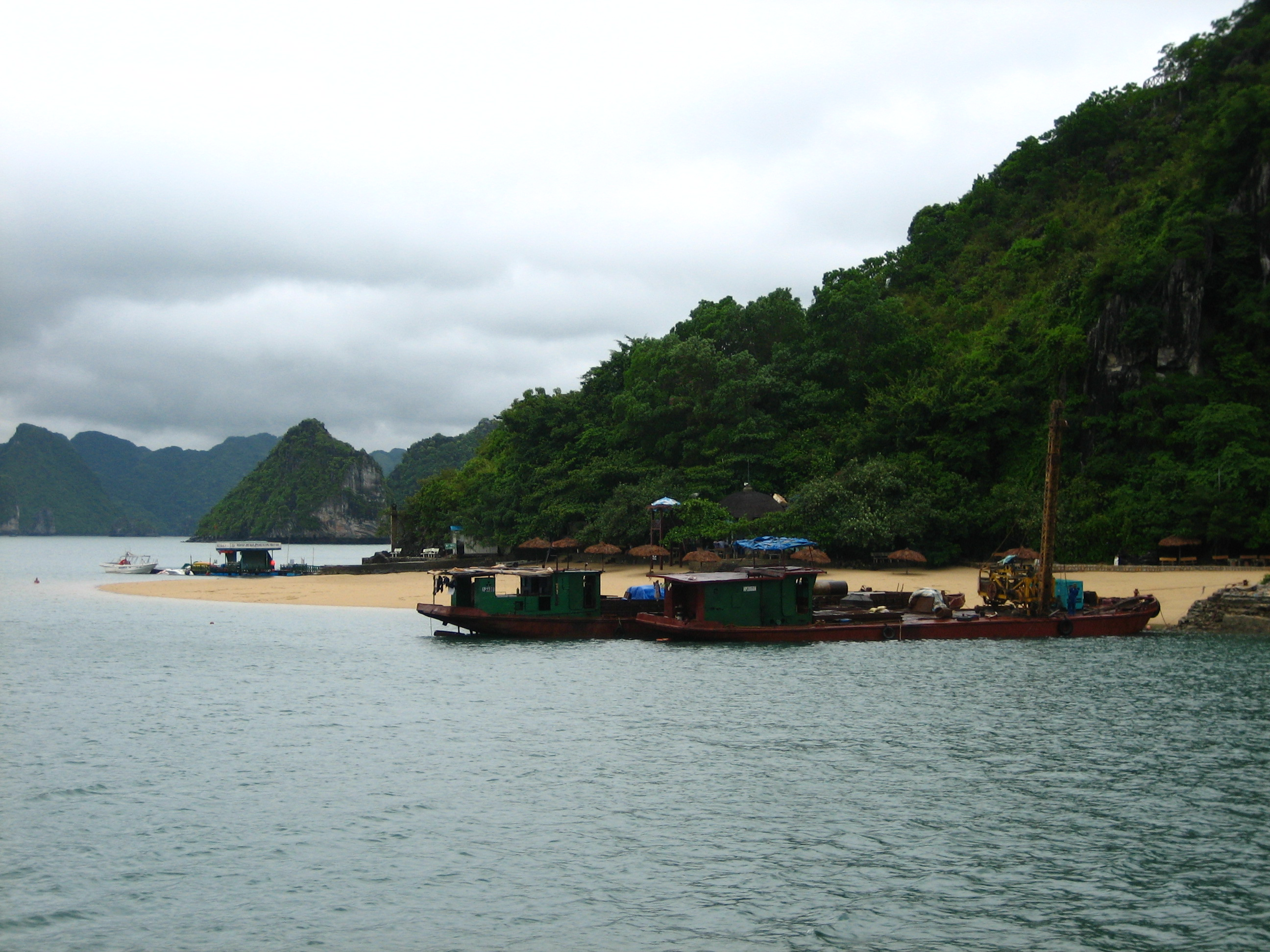
Bãi tắm và bến tàu trên đảo Ti Tốp
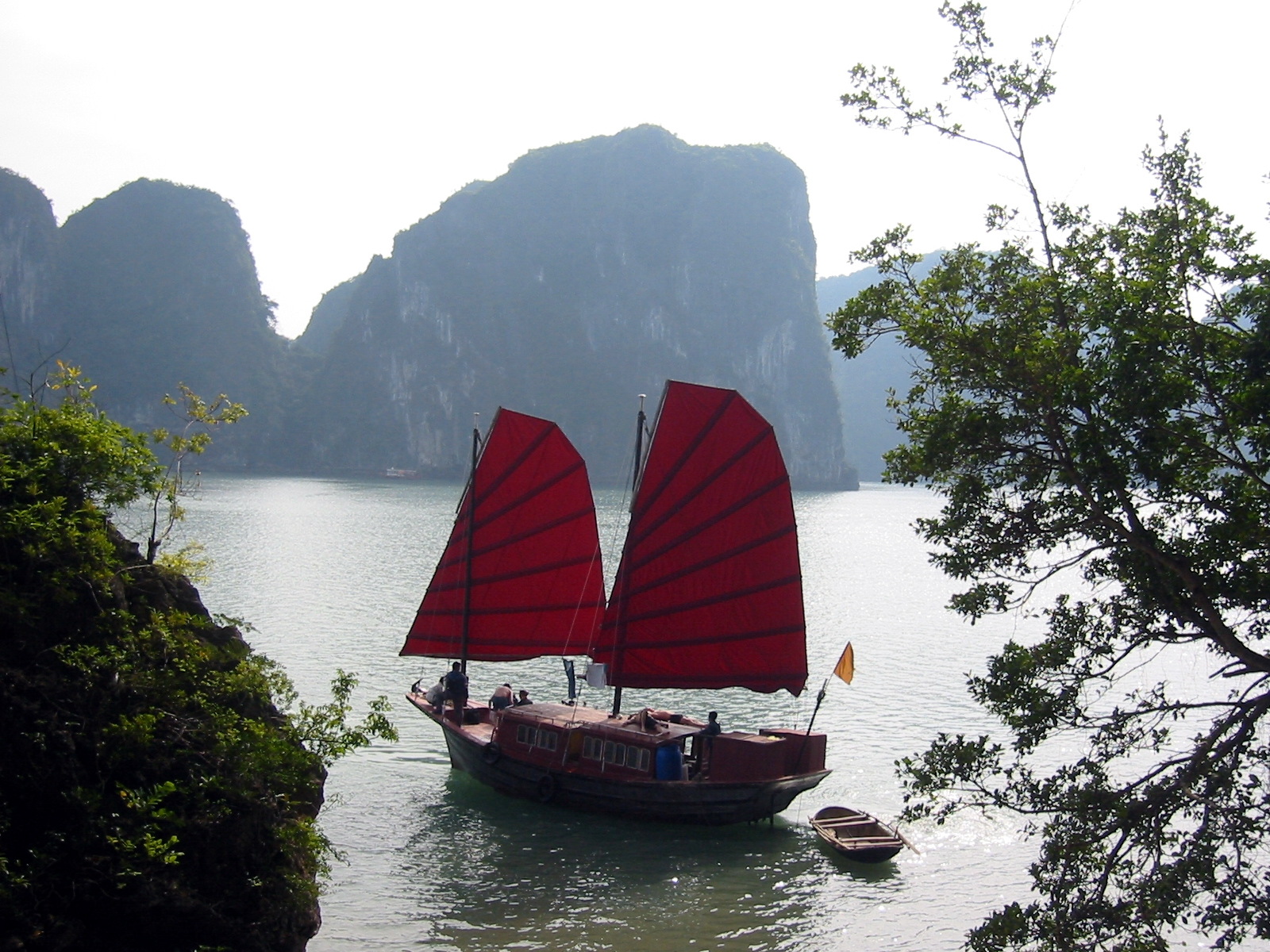
Cánh buồm du lịch màu đỏ tương phản trên mặt nước xanh vùng Vịnh
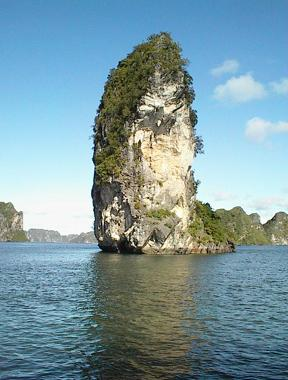
Hòn Cánh Buồm
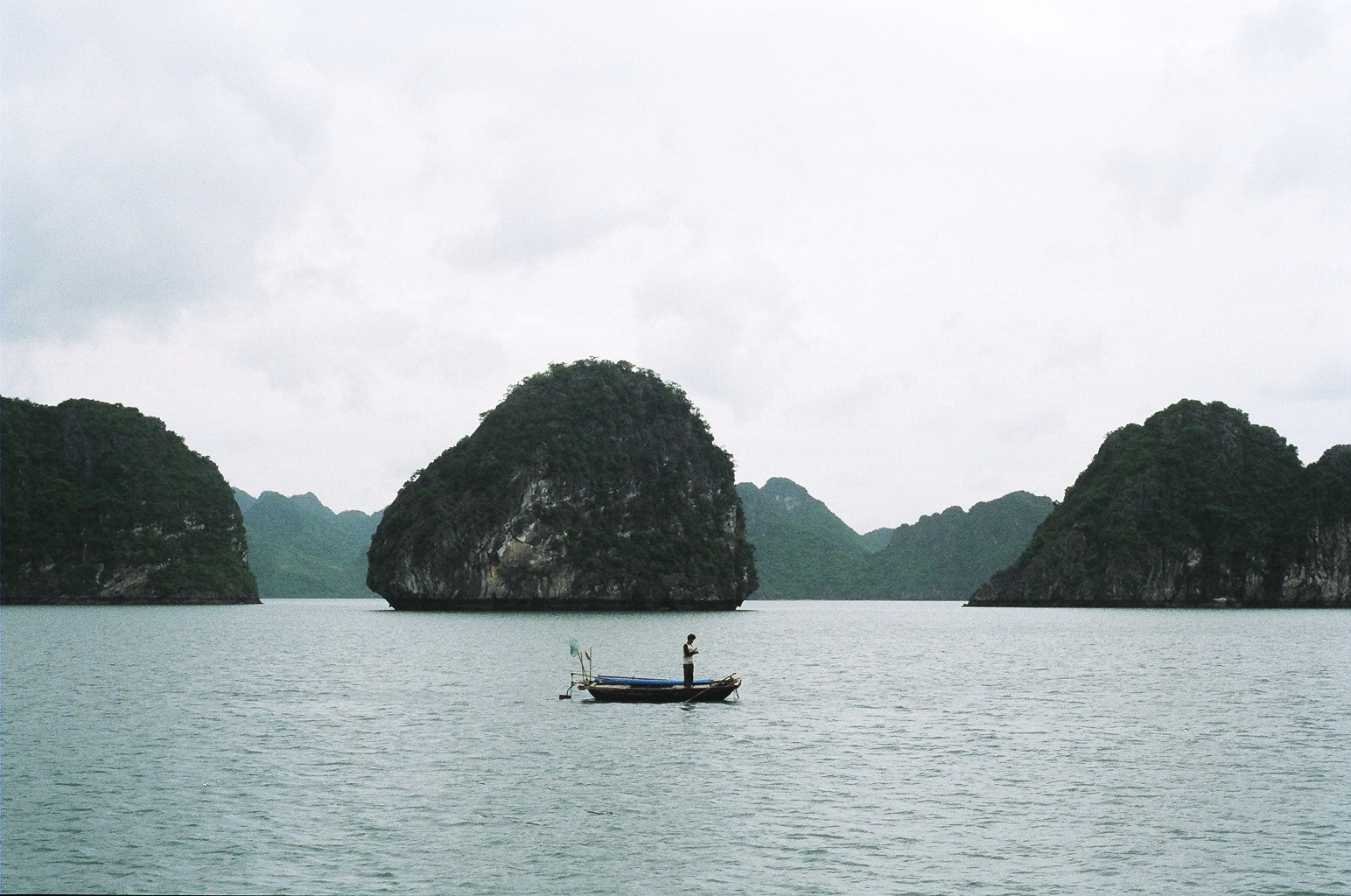
Kiến tạo địa chất kiểu Phong Linh với các đỉnh tách rời nhau
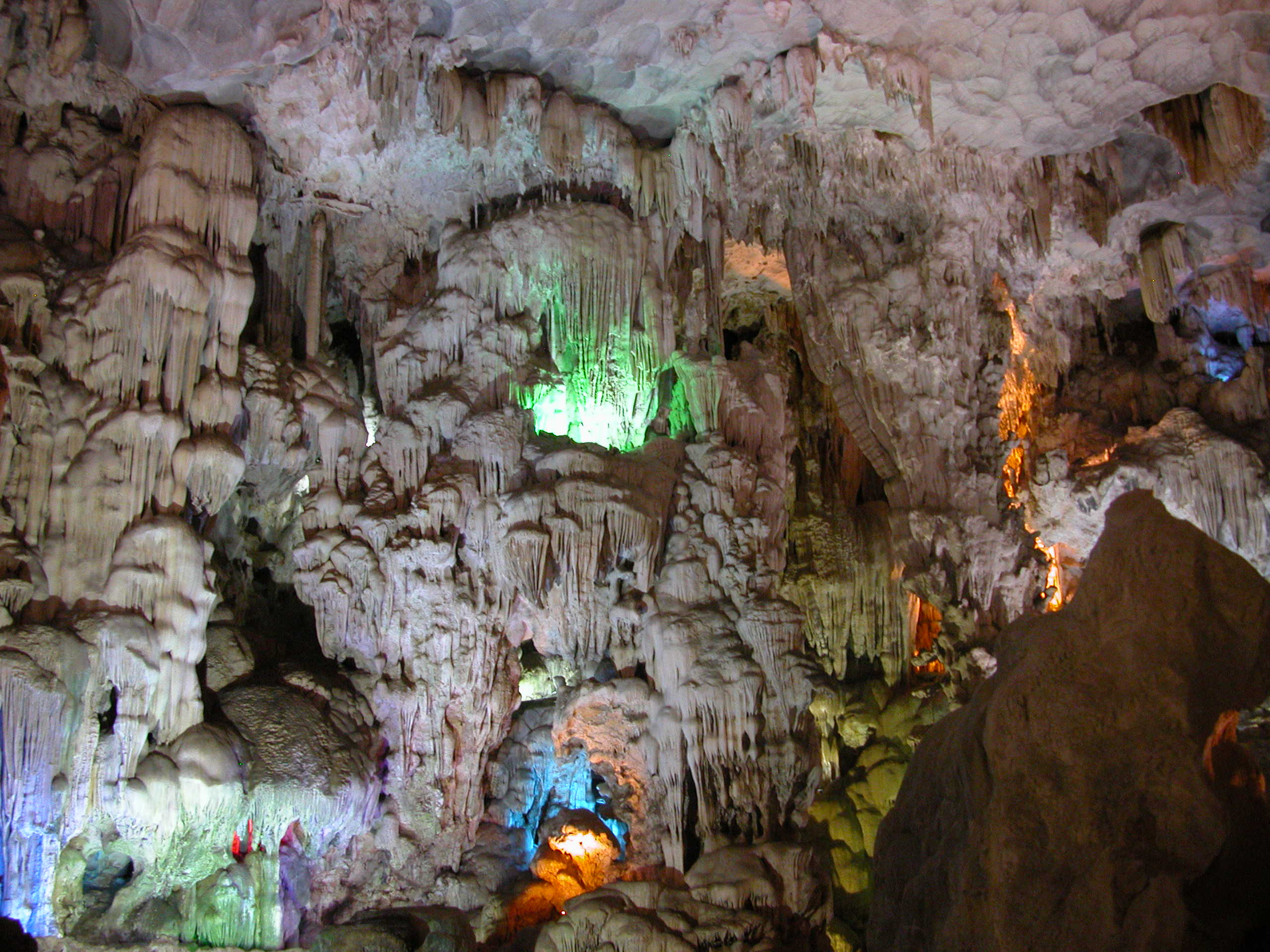
Nhũ thạch trong động Thiên Cung
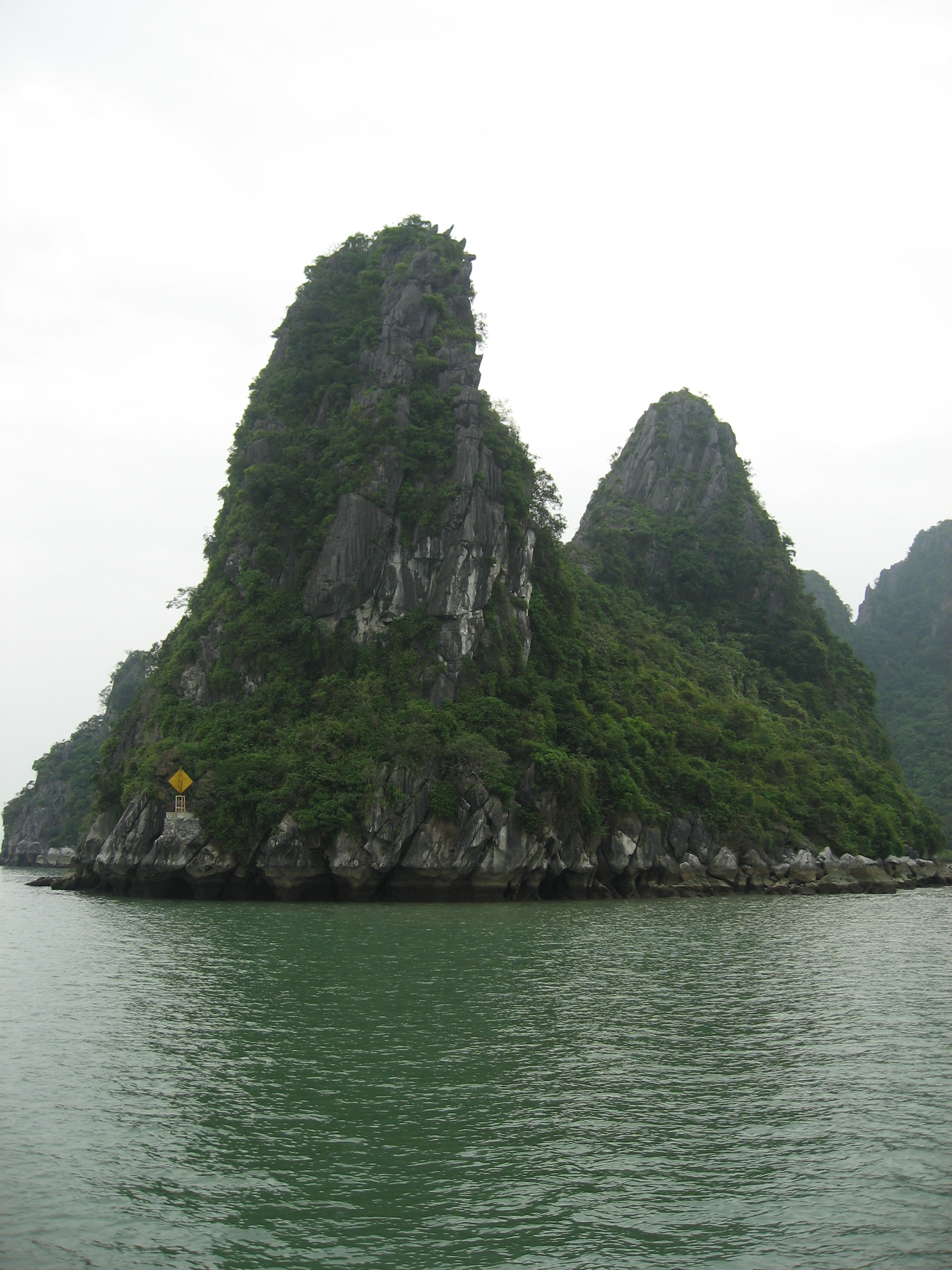
Những đảo đá có hình thù kỳ lạ và đẹp mắt